# Босния и Герцеговина
Бо́сния и Герцегови́на, аббревиатура — БиГ (босн. , серб. и хорв. Bosna i Hercegovina, BiH / Босна и Херцеговина, БиХ [bôsna i xěrtseɡoʋina]) — государство в Юго-Восточной Европе, в западной части Балканского полуострова. На севере, западе и юге граничит с Хорватией, на востоке — с Сербией, на юго-востоке — с Черногорией. На юго-западе имеет выход к Адриатическому морю (около 20 км береговой линии). 
Столица — город Сараево. Население — ↘3 453 000 человек (30 июня 2021). Площадь — 51,2 тысячи км². 
Конституция страны не предусматривает государственного языка; населением главным образом используются боснийский, сербский и хорватский языки. 
Парламентская республика, состоящая из Федерации Боснии и Герцеговины, Республики Сербской и округа Брчко. В 2010 году Босния и Герцеговина получила план действий по вступлению в НАТО. Член ООН с 1992 года. В феврале 2016 года страна подала заявку на вступление в Европейский союз. 15 декабря 2022 года Боснии и Герцеговине был предоставлен статус кандидата на вступление в Европейский союз.
В период существования Югославии Босния и Герцеговина являлась беднейшей республикой, ныне — одна из беднейших стран Европы с очень высоким уровнем безработицы. Основные внешнеторговые партнёры — страны Европейского Союза. Денежная единица — конвертируемая марка.
Боснийское государство возникло в X—XI веках. Правители исповедовали католицизм, широкие слои населения были последователями Боснийской церкви. С присоединением сербских и хорватских земель в XIV веке Босния достигла наибольших размеров. В 1463 году была завоёвана турками и значительная часть населения обращена в ислам. В 1878—1918 годы входила в состав Австро-Венгрии, в 1918—1929 годах — в Королевство сербов, хорватов и словенцев, в 1929—1941 годах была частью Королевства Югославия, в 1941—1945 годах — Независимого Государства Хорватия, в 1945—1992 годах — Социалистической Федеративной Республики Югославия. С окончанием Боснийской войны, по Дейтонским соглашениям 1995 года, получила современное наименование и конституционное устройство.

## Этимология

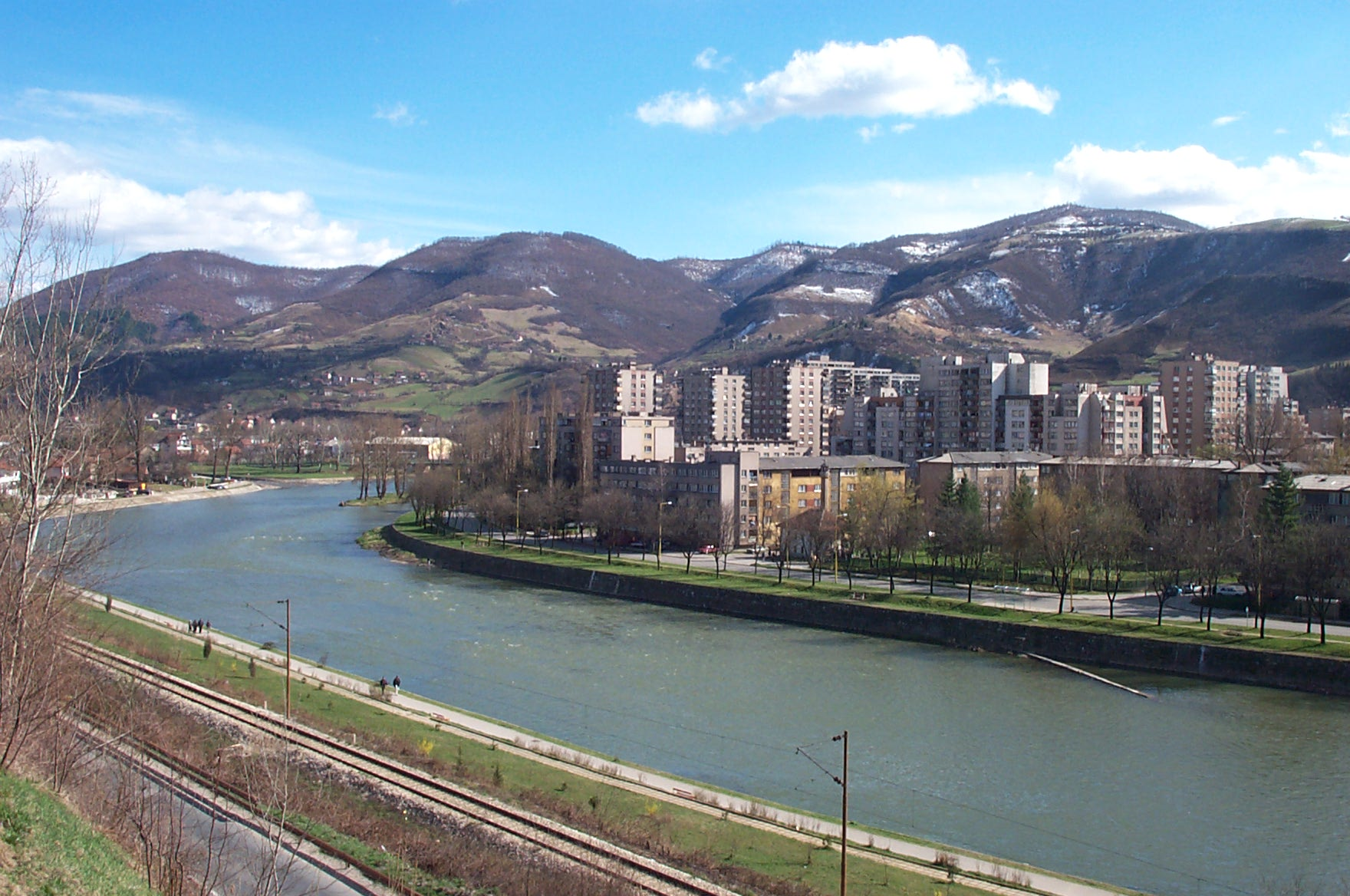
Река Босна (в среднем течении)

Название страны состоит из слов, обозначающих исторические области: Босния и Герцеговина. В аббревиатуре — БиГ. Босния под названием «Босона» (др.-греч. Βοσωνα) впервые упоминается в сочинении «Об управлении империей», написанном Константином Багрянородным около 950 года. Топоним «Босния» имеет, предположительно, дославянское происхождение; происходит от реки Босны, на берегах которой зародилось Боснийское государство. Название Герцеговины происходит от венг. herceg — «воевода». Исторически связано с боснийским феодалом Степаном Вукчичем, который в 1448 году принял звание воеводы или герцога святого Саввы, отчего впоследствии его владения, составлявшие средневековую область Хум, получили название Герцеговины. Во времена турецкого владычества название закрепилось за образованным на хумских землях Герцеговинским санджаком (тур. Hersek Sancağı). Герцеговина была выделена в самостоятельную административную единицу турками в 1833 году в связи с волнениями в Боснии. В 1878 году Босния и Герцеговина в соответствии с Берлинским трактатом была оккупирована Австро-Венгрией и в 1908 году вошла в состав империи в качестве отдельной самоуправляющейся территории под верховным управлением Австрии и Венгрии. В 1910 году была принята конституция Боснии и Герцеговины. Аннексия Боснии Австро-Венгрией послужила причиной Боснийского кризиса.
После распада Югославии, в 1992—1997 годах официальное название государства было «Республика Босния и Герцеговина». После Дейтонских соглашений 1995 года и принятия новой конституции официальное название было изменено на «Босния и Герцеговина».

## Физико-географическая характеристика

### Географическое положение

Физическая карта

Босния и Герцеговина расположена на юго-востоке Европы, в западной части Балканского полуострова. Страну образуют две исторические области: Босния, занимающая бассейн реки Савы, и Герцеговина, расположенная на юге, в бассейне реки Неретвы. Площадь составляет 51 209,2 км², в том числе 51 197 км² суши и 12,2 км² акватории моря. По этому показателю Босния и Герцеговина занимает 125-е место в мире и 26-е в Европе. Географический центр страны расположен в районе деревни Крчевине в общине Витез. Максимальная протяжённость страны с востока на запад (в северной части), равно как и с севера на юг составляет около 280 км.
Государственная граница Боснии и Герцеговины имеет протяжённость 1551 км, в том числе 905 км сухопутного участка, 625 км по рекам (Сава, Дрина и Уна) и 21 км по морю. Протяжённость границы с Хорватией составляет 936 км, Сербией — 350 км и с Черногорией — 244 км.
Федерация Боснии и Герцеговины по разным данным занимает площадь 26 098 км² или 26 110,5 км² (около 51 % территории страны); площадь Республики Сербской — 24 641 км² или 24 605,7 км² (около 48 % территории страны); площадь округа Брчко — 493 км² (около 1 % территории страны).

### Рельеф

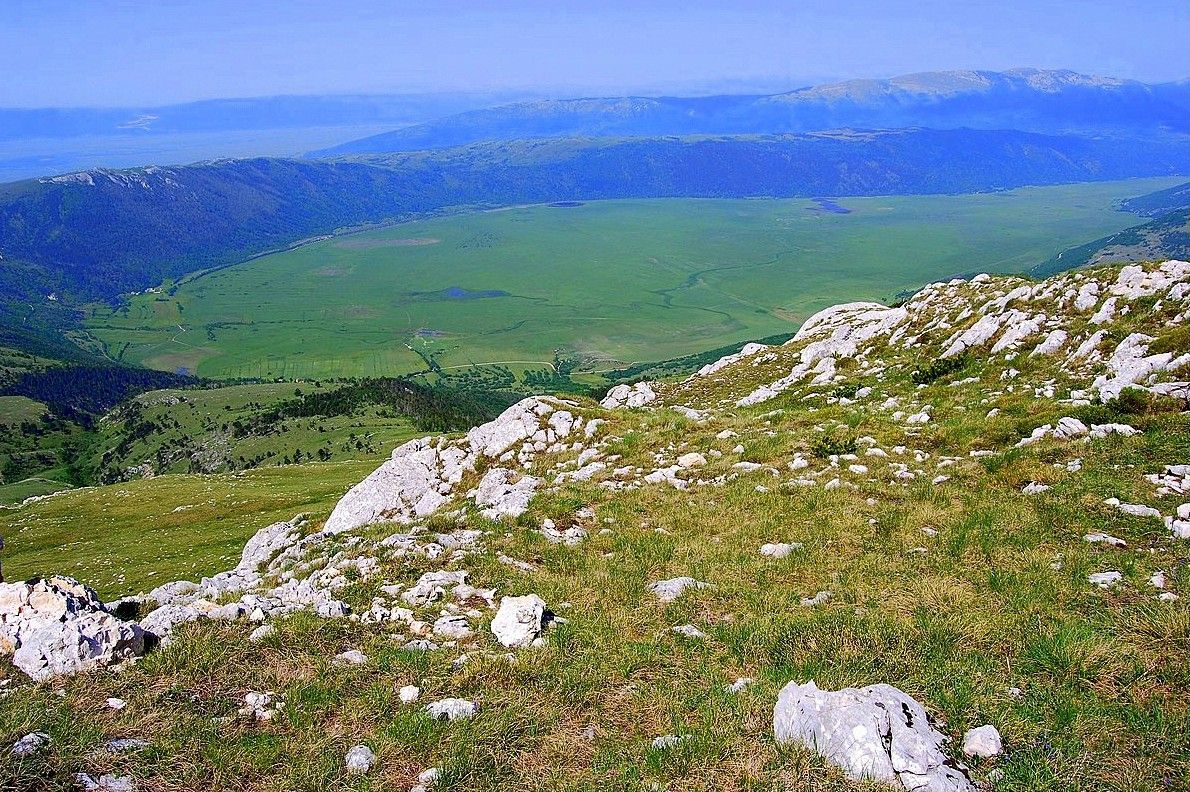
Гламочко-Поле

Босния и Герцеговина — типично горная страна: горный ландшафт занимает более 90 % территории страны. Высота над уровнем моря в Боснии и Герцеговине имеет тенденцию к понижению от центра на юг, к Адриатическому побережью, и на север, к реке Саве. Несколько южнее располагается полоса невысоких гор и плодородных межгорных котловин, переходящих в Динарское нагорье, высота которого достигает более 2300 метров. Горы Герцеговины, почти лишённые всякой растительности, расчленены межгорными впадинами и сложены известняковыми породами грязно-белого и серого цвета. Страна почти целиком расположена в пределах Динарского нагорья. Цепь горных хребтов с пологими вершинами и межгорными котловинами протягивается с северо-запада на юго-восток. В центральной части преобладают горные массивы средней и большой высоты, на севере и юге — низкие горы и холмы. Восточная часть Динарского нагорья — Боснийские горы, которые включают отличающиеся большой высотой Боснийские Рудные горы. Самая высокая вершина — гора Маглич высотой 2386 м. Среди распространённых карстовых форм рельефа: пещеры, подземные реки, известняковые скалы, карры. В межгорных котловинах расположились полья больших размеров, крупнейшее из которых — Ливаньско-Поле площадью 405 км², меньшие — Дуваньско-Поле и Гламочко-Поле. На севере — Среднедунайская низменность, охватывающая равнину долины реки Савы с обширными речными долинами. На юго-западе страны в районе города Неума расположено гористое побережье Адриатического моря протяжённостью около 20 км.

### Геологическое строение и полезные ископаемые

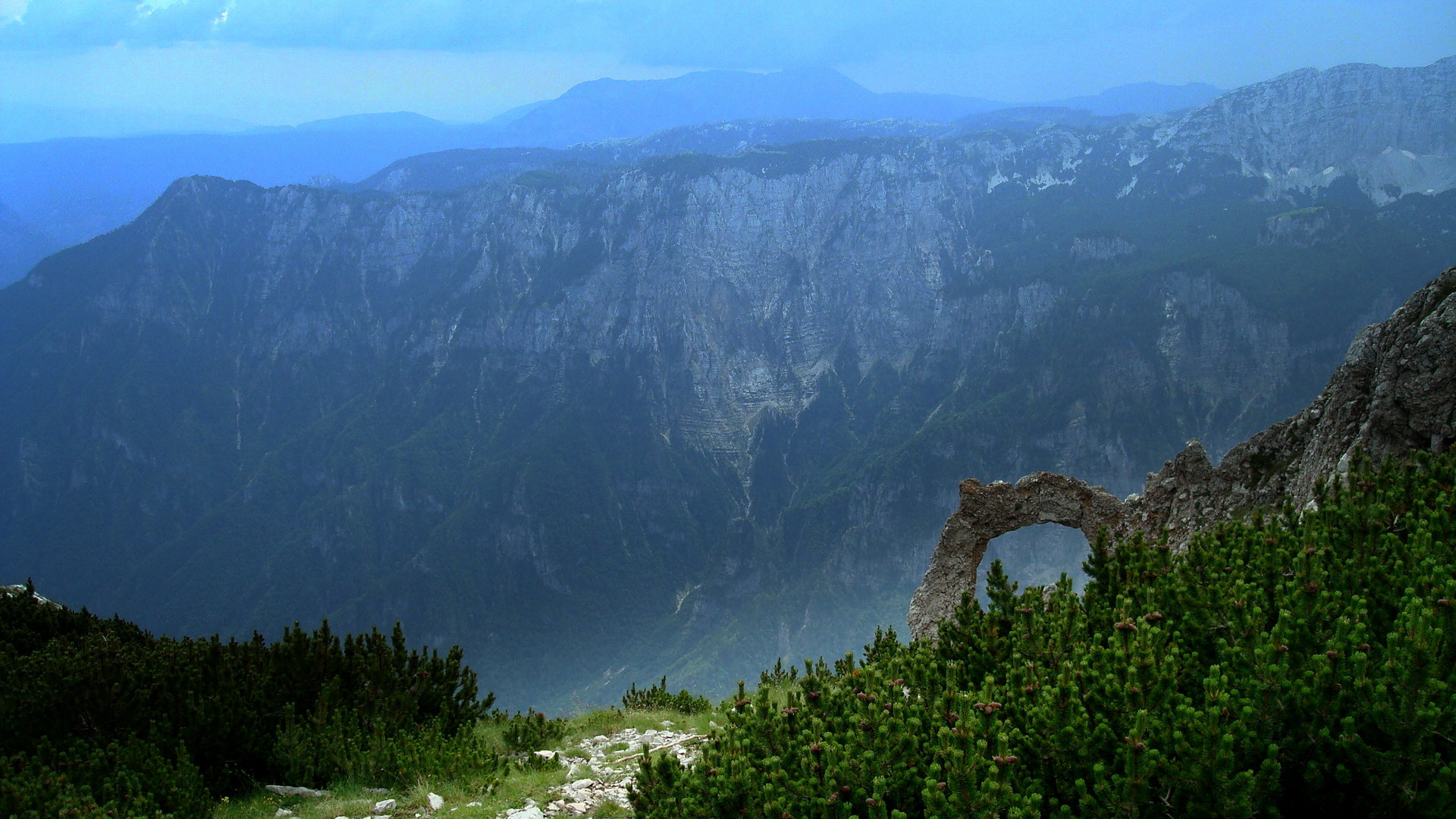
Гора (2228 м)

Босния и Герцеговина расположена в границах Динарид — Динарской складчатой системы, которая относится к Альпийско-Гималайскому подвижному поясу с покровно-зональным строением. Внешние зоны Динарид, являющиеся сорванными в разное время остатками чехла континентального блока Адрия, образованы осадочными толщами палеозойской, мезозойской эр и палеогена. Внутренние зоны сложены покровами меловых известняков, юрских офиолитов и мел-палеогенового флиша — остатков коры бассейна океана Тетис. Встречаются интрузии гранитоидов кайнозойского происхождения; депрессии малого размера, сложенные неогеновыми угленосными отложениями. Территория страны в высокой степени подвержена землетрясениям. Так, землетрясение в Баня-Луке 1969 года повлекло разрушения города.
Из полезных ископаемых Боснии и Герцеговины наиболее значительными являются бокситы, месторождения которых расположены преимущественно в карстовых районах. Среди бокситоносных районов: Яйце, Босанска-Крупа, Мостар и прочие; бурый уголь (Среднебоснийский и Бановичский бассейны); лигниты (Камнеградский бассейн); железные руды (районы Вареш, Любия, Омарска); асбест (район Босанско-Петрово-Село). Изведаны месторождения каменной соли, природных строительных материалов, марганцевых (Чевляновичи, Бужим) и ртутных (Дражевич) руд, барита (Крешево).

### Почвы, растительный и животный мир

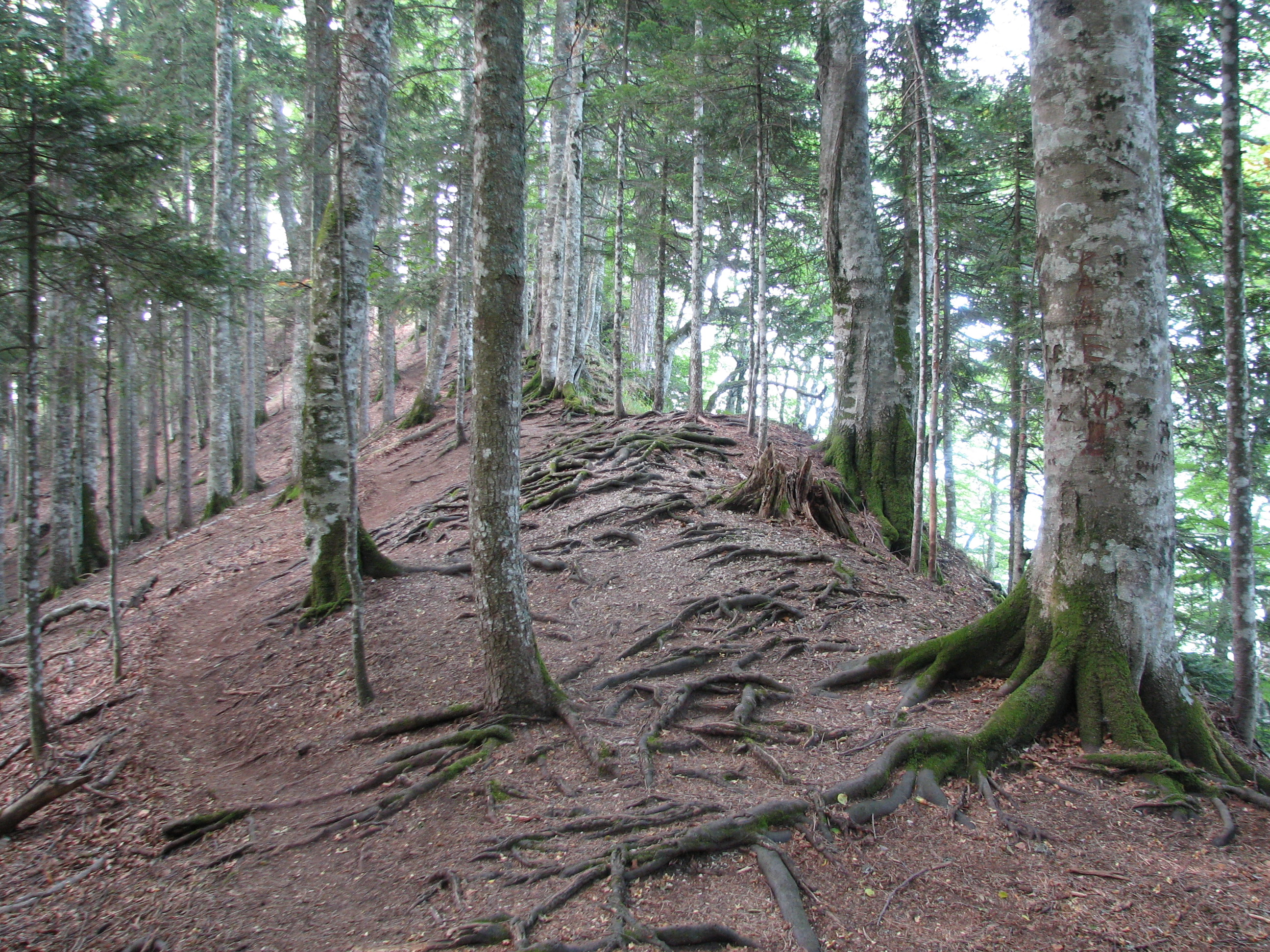
Реликтовый лес Перучица

Плодородные аллювиальные почвы распространены в бассейне реки Савы, бурые почвы — в горных районах. На леса приходится 44 % площади Боснии и Герцеговины или 2273 тысяч гектар, из которых около 2,5 % составляют искусственные лесные насаждения. На севере страны широколиственные леса уступили место сельскохозяйственным угодьям. На северных склонах гор на высоте до 500 м и в предгорьях произрастают грабово-дубовые леса, а также липа, клён и вяз. В центральной части страны растут буковые леса, на высоте свыше 800 м — пихтово-буковые леса, а также ель и сосна. Среди эндемиков — ель сербская, которую можно встретить в юго-восточных районах страны. На высоте свыше 1600 м произрастают субальпийские луга и криволесье. На коричневых почвах юго-западных склонов произрастает дуб каменный, вечнозелёный кустарник и маквис. На высоте свыше 300 м на дерново-карбонатных почвах распространено сочетание лесов с шибляком.
В горных районах живут такие животные, как европейский бурый медведь, евразийский волк, среднеевропейский лесной кот, обыкновенная рысь, куницы, благородный олень, европейская косуля, серна, выдра, кабан. В районах карстового типа обитают змеи, ящерицы и черепахи. Среди крупных птиц — глухари, орлы и соколы. К охраняемым природным территориям относятся национальные парки Сутьеска, Козара и Уна, а также природные парки Блидинье и Хутово-Блато.

### Внутренние воды

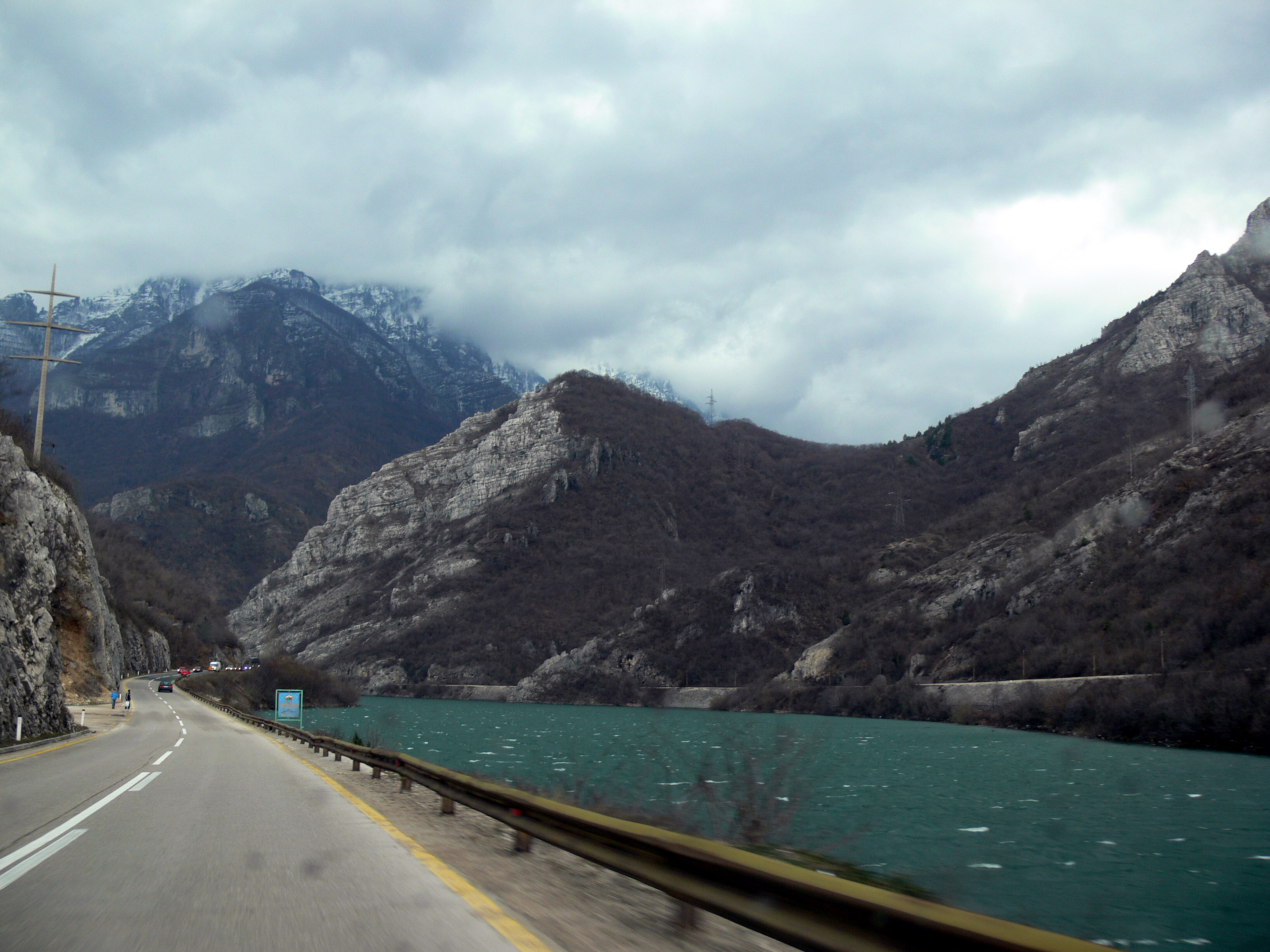
Ябланицкое водохранилище,
как и другие водоёмы страны, имеет зеленовато-голубой цвет воды

Босния и Герцеговина имеет разветвлённую и густую сеть рек общей протяжённостью около 2000 км. В Динарском нагорье расположены истоки большинства поверхностных и подземных водотоков страны. Большая часть территории относится к бассейну реки Дунай. Крупнейшие реки: Сава с притоками Дрина, Босна, Врбас, Сана и Уна. Около ¼ рек относится к бассейну Адриатического моря, крупнейшая из которых — Неретва. Крупнейшие озёра — Билечко и Бушко, имеющие карстовое происхождение. На возобновляемые водные ресурсы приходится 38 км³ ежегодно. Горные реки способствуют развитию гидроэнергетики: построено около 30 водохранилищ. В хозяйственной деятельности задействовано не более 3 % водных ресурсов, свыше половины которых используется в сельском хозяйстве, около трети — в коммунально-бытовых целях, 10 % — в промышленных целях. Река Требишница — крупнейшая исчезающая река на планете.
Источники минеральных вод расположены в Сребренице, Какане, Жепе, Тешане, Жепче, Маглае, Бусоваче, Киселяке и других местах. Геотермальные источники расположены в Тузле, Градачце, Олове, Фойнице, Баня-Луке, Тесличе. На курорте в Илидже температура сернистой воды достигает 58 °C.

### Климат
Климат в основном умеренно континентальный, с тёплым летом и умеренно прохладной зимой. Средняя температура июля на равнинах составляет 19—21 °C, в горах — 12—18 °C. Средняя температура января на равнинах колеблется от 0 до −2 °C, в горах — от −4 до −7 °C. Уровень осадков на равнинах составляет 800—1000 мм в год, в горах — 1500—1800 мм. На юге и юго-западе преобладает субтропический средиземноморский климат. Лето в этих районах сухое и жаркое со средней температурой в июле 25 °C; зима влажная и тёплая со средней температурой в январе 5 °C. Уровень осадков составляет до 1600 мм в год, при этом максимум осадков выпадает в ноябре—декабре.
| Город   | Зима, °C | Абс мин, °C | Абс макс, °C | Лето, °C | Т год, °C | Осадки год, мм |
| Сараево | 0,3      | −21,8       | 37,4         | 18,1     | 9,5       | 932            |
| Тузла   | 0,1      | −25,8       | 39,5         | 17,7     | 10        | 895            |
| Бихач   | 0,8      | −24,8       | 38,6         | 19,7     | 10,6      | 1308           |
| Мостар  | 5,8      | −10,9       | 41,2         | 23,2     | 14,6      | 1515           |
| ------- | -------- | ----------- | ------------ | -------- | --------- | -------------- |

## История

### Босния и Герцеговина до XII века

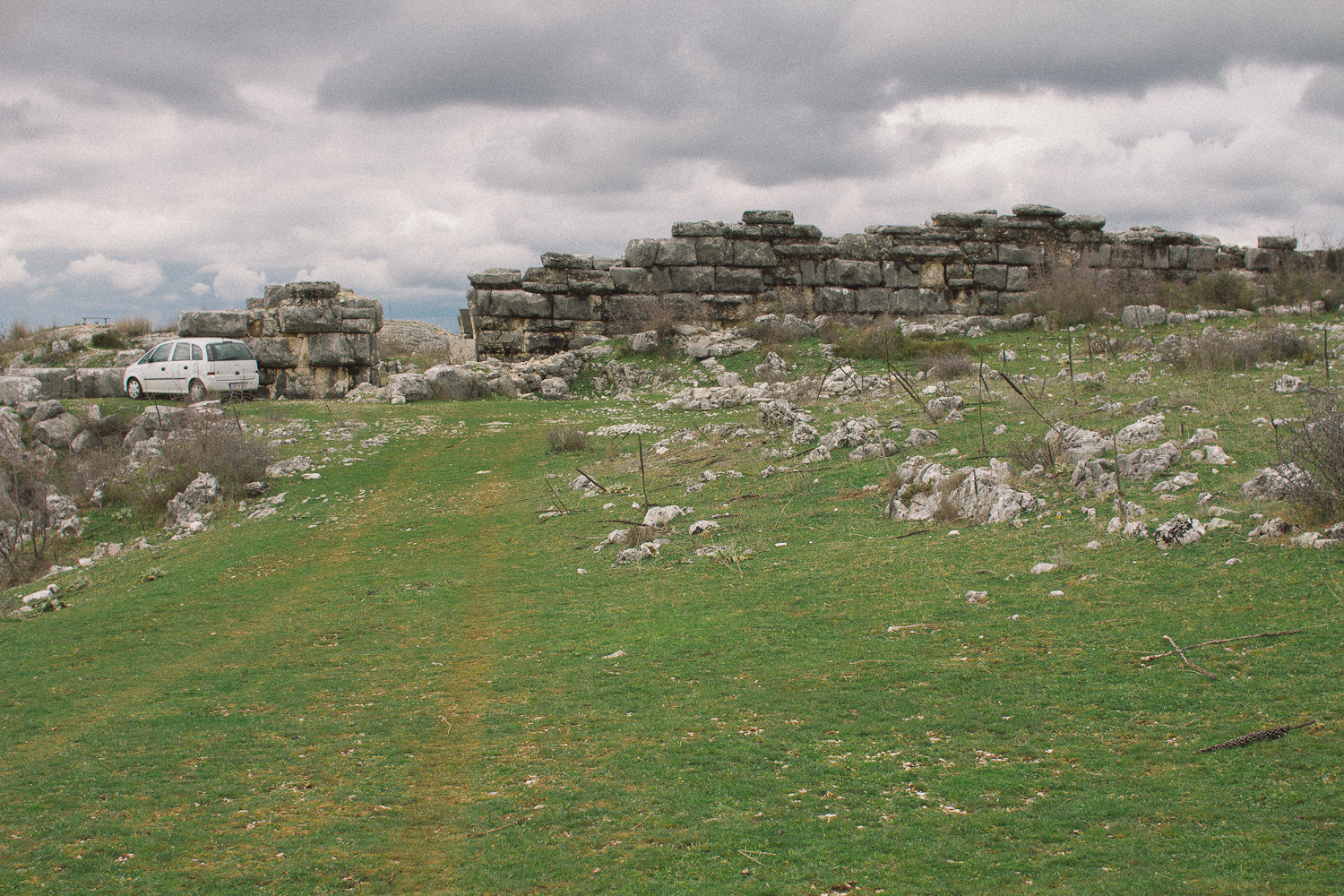
Остатки иллирийского города в Герцеговине

Древнейшим населением Боснии и Герцеговины были неандертальцы, которые проживали здесь в раннем палеолите. В эпоху бронзы по территории Боснии и Герцеговины расселились иллирийские племена. В IV веке до н. э. сюда пришли кельты, которые со временем частично слились с более многочисленными иллирийцами. С I века н. э. — под властью Древнего Рима: в составе провинций Верхняя, Нижняя Паннония и Далмация. С VI века — в составе Византии. В VI—VII веках заселена сербами. Босния как племенное княжение упоминается в X веке.
По данным византийского императора Константина Багрянородного, сербы появились на Балканах в 1-й половине VII века. Они заняли территории современных Сербии, Черногории, Боснии и Герцеговины и части Хорватии. После переселения на Балканский полуостров первыми территориальными объединениями у сербов, как и у большинства южных славян, были жупы. Иллирийцы были ассимилированы славянами или мигрировали в горные районы, где продолжали жить под именем влахов. Спустя некоторое время после переселения на Балканы сербы сформировали несколько крупных общин, которые затем стали государственными образованиями. Между реками Цетина и Неретва располагалось Неретвлянское княжество с близлежащими островами, которое византийцы именовали Пагания. Область между Неретвой и Дубровником называлась Захумье. Земли от Дубровника до Которского залива занимали Травуния и Конавле. Южнее, до реки Бояны, простиралась Дукля, которую позднее стали называть Зетой. Между реками Сава, Врбас и Ибар была Рашка, а между реками Дрина и Босна — Босния. После гибели сербского князя Часлава Клонимировича Босния отпала от его державы. В 1018 году она номинально попала под власть Византии. В начале XII века часть Боснии в результате войн попала в состав Венгрии. Венгерский король получил титул ramae rex (король Рамы, то есть Боснии), так как государство лежало в основном в долине реки Рамы. Король Венгрии назначал своих наместников — банов для управления Боснией.

### Боснийское государство

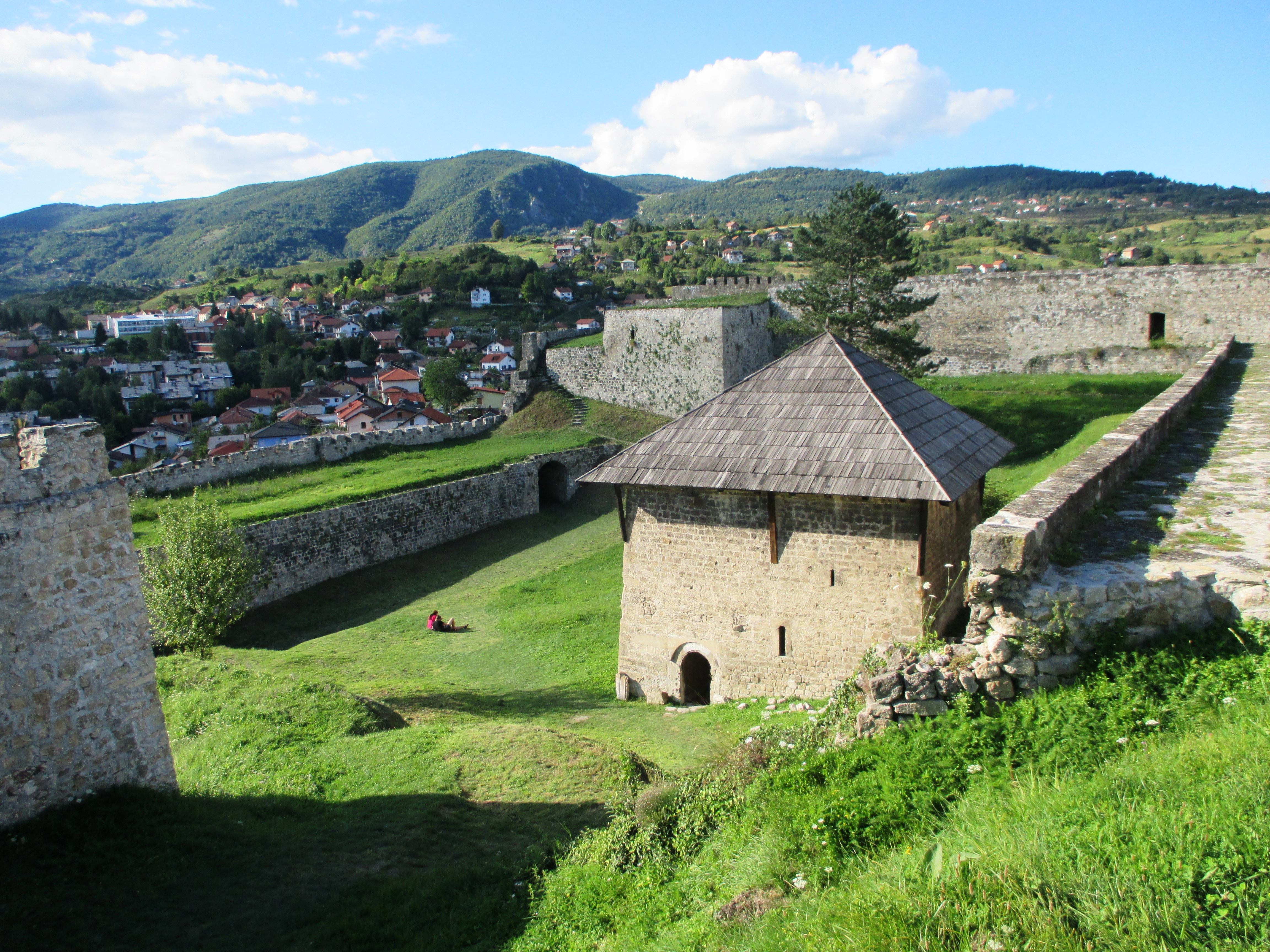
Яйце — последняя столица средневековой Боснии

Босния, первоначально возникшая в бассейне рек Босны и Врбаса, как целостное государственное образование появилось, вероятно, в X—XI веках. Во главе этого государства стоял бан. В начале XII века распалось Дуклянское государство, и Босния обрела самостоятельность. После Византийско-венгерской войны в 1160-е годы Босния в течение 13 лет оказалась под Византией, после чего в качестве вассала вернулась под власть Венгерского королевства. Страна была поделена на области, называвшиеся жупы. Первой известной церковной организацией в Боснии конца XI века была католическая Барская архиепископия.
В конце XII века при бане Кулине объявились первые еретики, которые объединились в Боснийскую церковь. В 1234 году для борьбы с ересью по призыву пап начались разорительные походы венгерских феодалов, мечтавших подчинить себе Боснию. С боснийской церковью была тесно связана древнебоснийская литература. Степан Котроманич значительно расширил государство на запад и север, включая Хум. Бан Степан Твртко в 1377 году венчался в сербском монастыре Милешева у гроба святого Саввы как «король сербов, Боснии, Поморья и Западных стран». После смерти Степана Твртко центральная власть ослабела, произошло усиление боснийской властелы, прежде всего таких родов, как Хорватиничи, Косачи и Павловичи. Последний король Боснии Степан Томашевич (последний правитель средневекового сербского государства в 1459 году), под угрозой турецкого вторжения в Боснию обратился за помощью к Риму и Венеции, и отказался платить разорительную для страны дань султану. В ответ на это в 1463 году султан Мехмед II со своей армией вторгся в Боснию. В том же году Степан Томашевич был казнён под городом Яйце, боснийское государство прекратило существование. В 1482 году была полностью завоёвана Герцеговина.

### Турецкий период

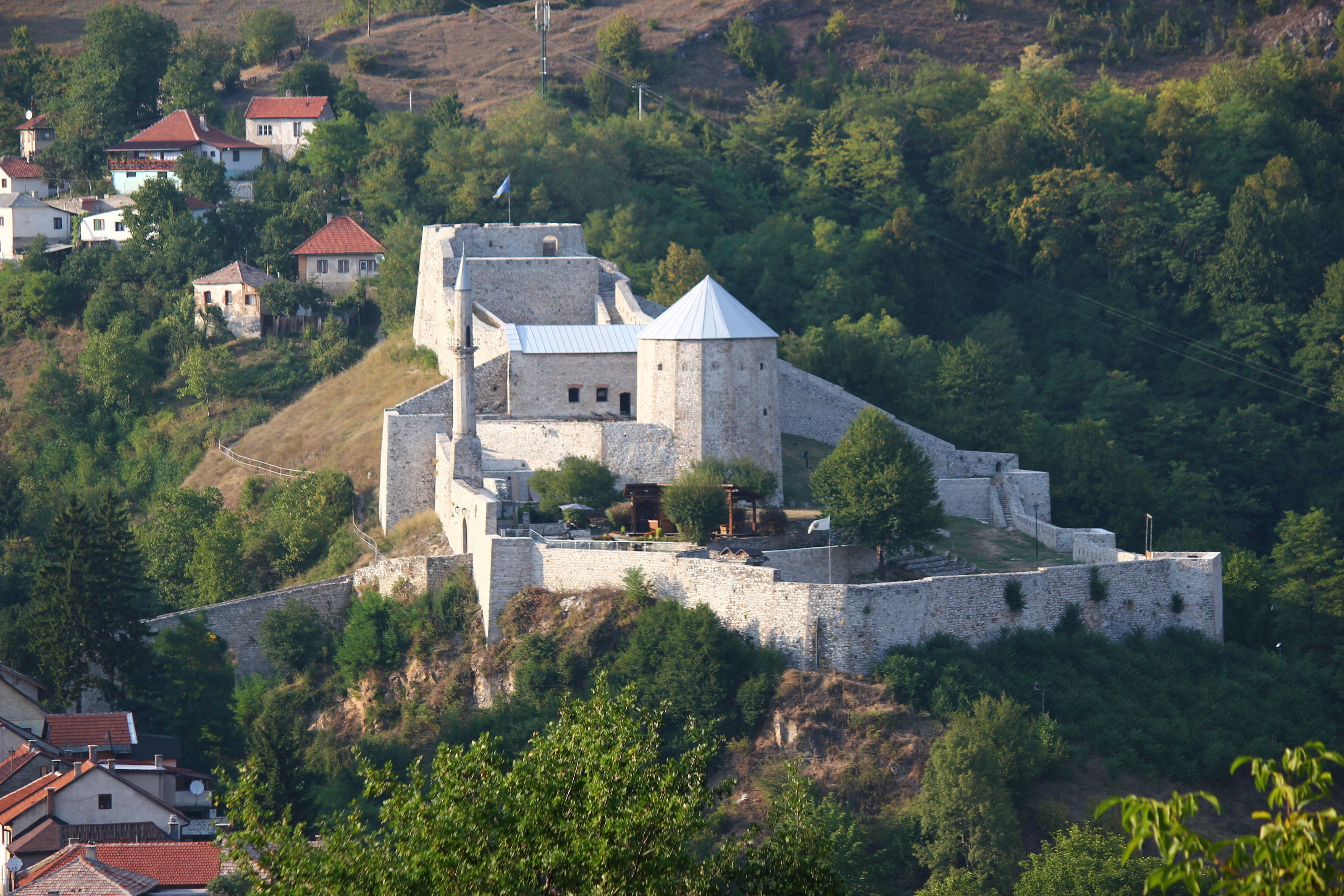
Травник — главный город Боснии с 1704 по 1850 год

Боснийские феодалы ради спасения собственного имущества вынуждены были переходить в ислам, который во второй половине XVI века полностью вытеснил христианство в верхних слоях населения. Феодально-зависимые крестьяне назывались райей. Во многих городах на Балканах действовали крепости с военным гарнизонами, при этом к XVI веку сильно изменился этнический состав крупных городов, основным населением которого стали турки-колонисты и потурченцы, которые со временем утратили связь с национальной культурой. Исламизация городского населения гарантировала более благоприятные условия для занятия торговлей и ремёслами. В отличие от Герцеговины и Сербии, в Боснии крестьяне массово переходили в ислам. Крупным торговым и ремесленным центром Боснии стал город Сараево, росли такие города, как Фоча, Баня-Лука, Ливно, Мостар. При этом ряд старых торгово-ремесленных центров приходил в упадок. В 1580 году был создан Боснийский эялет.
В первой половине XIX века боснийские феодалы страны выступили против реформ, проводимых Турцией. Чтобы ослабить боснийскую оппозицию, турецкое правительство в 1833 году отделило от Боснии Герцеговину. Власть Турции была установлена только в 1851 году. В первой половине XIX века в стране получило развитие национально-освободительное движение, зародившееся в среде католического духовенства. Его итогом стало Боснийско-герцеговинское восстание 1875—1878 годов. В 1878 году Босния и Герцеговина получила автономию по Сан-Стефанскому миру, заключённому между Россией и Османской империей после окончания Русско-турецкой войны 1877—1878 годов. Однако вскоре по Берлинскому трактату того же года Австро-Венгрия в период с июля по октябрь 1878 года оккупировала Боснию и Герцеговину.

### XX век
В 1908 году Австро-Венгрия аннексировала Боснию и Герцеговину. Часть общества Боснии и Герцеговины надеялась на освобождение страны из-под власти Австро-Венгрии и создание государства во главе с Сербией. В 1913—1914 годах была образована сербская националистическая организация «Млада Босна». Среди её участников был Гаврило Принцип, который 28 июня 1914 года в Сараево совершил убийство эрцгерцога Франца Фердинанда и его жены Софии, что послужило предлогом к началу Первой мировой войны.
29 октября 1918 года во время распада Австро-Венгрии Хорватский сабор в Загребе провозгласил Государство словенцев, хорватов и сербов, власти которого сразу же объявили о прекращении участия в войне. 1 декабря того же года государство объединилось с Сербским королевством и Черногорией в Королевство сербов, хорватов и словенцев. В 1929 году боснийско-герцеговинские округа в государстве под новым названием Королевство Югославия вошли в Врбаскую, Дринскую, Зетскую и Приморскую бановины. После нападения Германии на Югославию 10 апреля 1941 года усташи провозгласили «Независимое Хорватское государство», в которое вошли земли Боснии и Герцеговины. На её территории развернулись основные сражения освободительной и гражданской войны в Югославии. К концу мая 1945 года Босния была окончательно освобождена от немецких и усташских войск. Во время войны погибли около 407 тысяч жителей Боснии и Герцеговины, многие населённые пункты были почти полностью уничтожены, в том числе города Босанска-Крупа, Ключ, Гламоч, Вишеград, Бихач, Босански-Брод и другие.

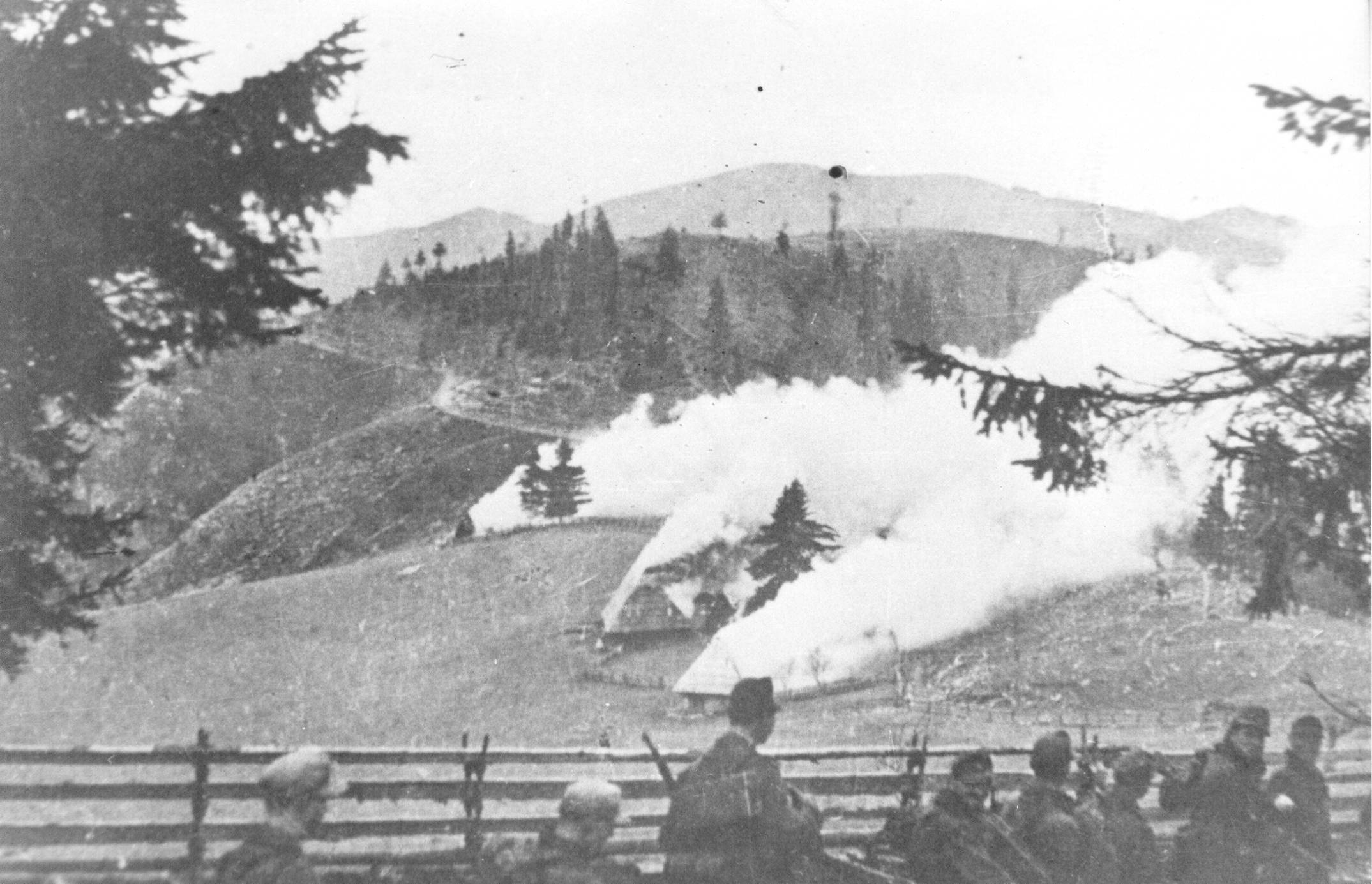
Сожжение нацистами боснийской деревни (Вторая мировая война)

В 1945 году Народная республика Босния и Герцеговина вошла в Федеративную Народную Республику Югославия, с 1963 года — Социалистическая Республика Босния и Герцеговина в составе Социалистической Федеративной Республики Югославия. В 1960-е годы изменилось соотношение в численном составе православных и мусульман в пользу последних. В 1961 году И. Тито предоставил мусульманам статус нации (ныне босняки). В годы существования социалистической Югославии республика особенно строго соблюдала принцип «братства и единства» народов, назначая на должности в государственные органы и учреждения равное количество представителей трёх национальностей. В 1984 году, в условиях глубокого экономического кризиса, разразившегося после смерти И. Тито, в Сараеве были проведены XIV Зимние Олимпийские игры.
После проведения референдума и провозглашения независимости весной 1992 года разгорелась Война в Боснии и Герцеговине, охватившая всю страну. Центральные органы власти при этом находились под контролем боснийско-мусульманской общины. Мусульмане воевали против сербов или хорватов в зависимости от региона, как правило, они воевали вместе с хорватами против сербов. В конфликт оказались втянуты соседние страны, Югославия, оказывавшая помощь сербской общине, Хорватия, оказывавшая помощь хорватской. Также оказались втянуты и великие державы, прежде всего США и страны НАТО. Конфликт закончился военной интервенцией НАТО и подписанием Дейтонских соглашений 14 декабря 1995 года, которое предусматривало сохранение единого государства, состоящего из двух частей: Мусульмано-хорватской федерации и Республики Сербской.

### XXl век
В декабре 2022 года Евросоюз принял решение о присвоении Боснии и Герцеговине статуса кандидата на вступление в Евросоюз.

## Население

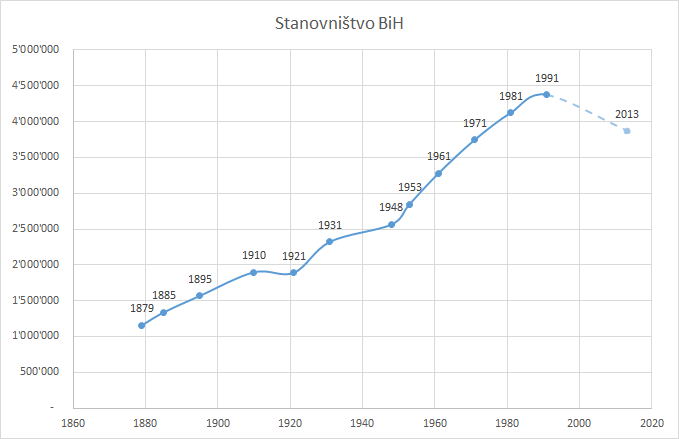
Динамика численности населения страны с 1879 по 2013 год

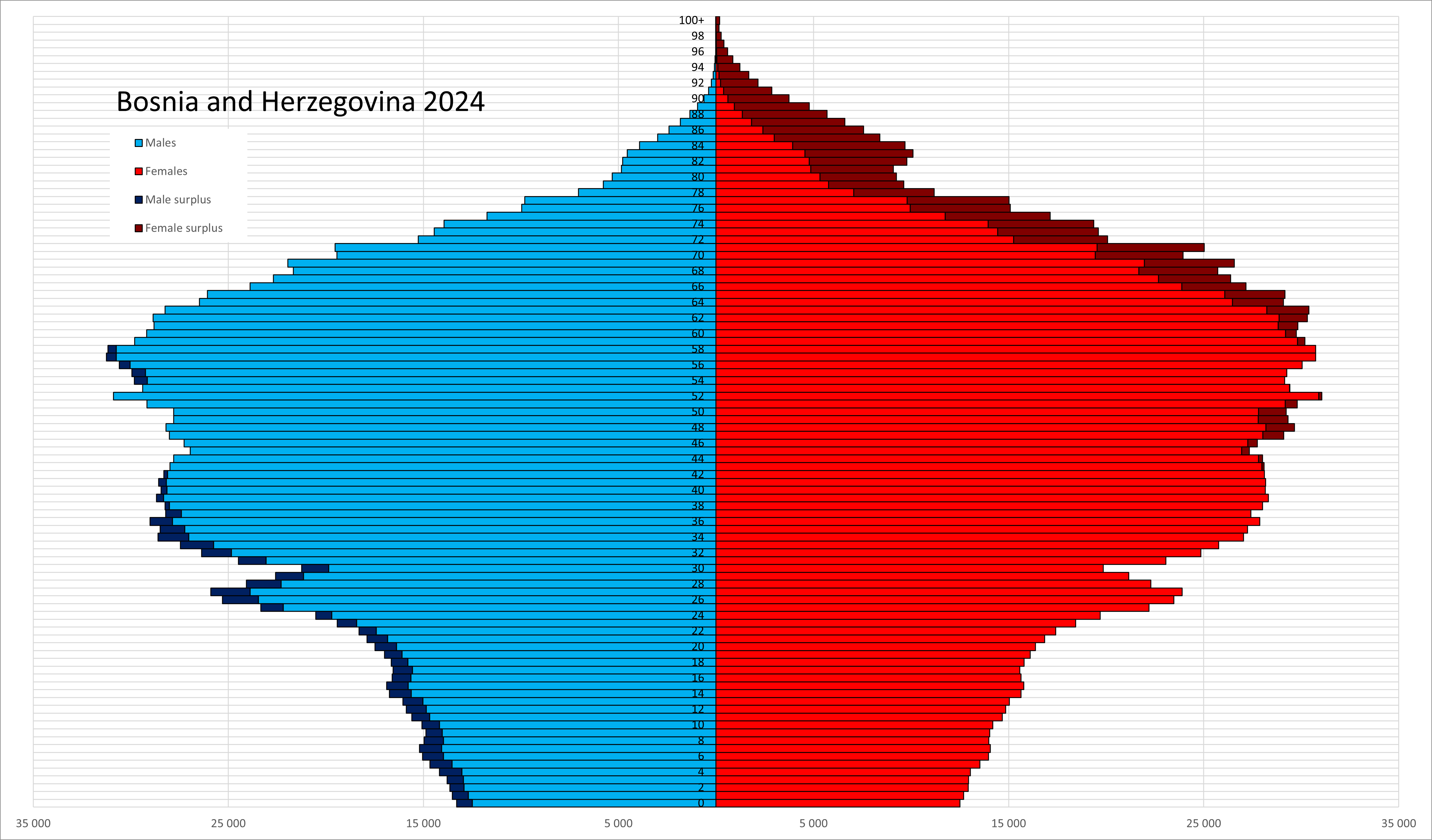
Возрастно-половая пирамида населения Боснии и Герцеговины на 2024 год

По оценке на 30 июня 2019 года численность населения Боснии и Герцеговины составила 3 415 752 человека; по данным последней переписи 2013 года — 3 473 078 человек.
По данным переписи населения 1991 года численность населения Боснии и Герцеговины составила 4 377 033 человека, что в 3,8 раза превысило численность 1879 года, когда страна была оккупирована Австро-Венгрией. На долю детей в возрасте до 14 лет приходилось 23,5 % от всей численности, на взрослых людей в возрасте от 15 до 64 лет — 67,7 % и тех, кому было свыше 65 лет — 6,5 %.
|                                | Площадь, кв км | 31.03.1991 | 1.10.2013 | 30.06.2018 | 2018 к 1991 (в %) |
| ------------------------------ | -------------- | ---------- | --------- | ---------- | ----------------- |
| Босния и Герцеговина           | 51 201         | 4 377 033  | 3 473 078 | 3 427 365  | -21,70 %          |
| Федерация Боснии и Герцеговины | 26 182         | 2 720 074  | 2 219 220 | 2 196 233  | -19,26 %          |
| Республика Сербская            | 24 617         | 1 569 332  | 1 170 342 | 1 147 902  | -26,85 %          |
| Округ Брчко                    | 402            | 87 627     | 83 516    | 83 230     | - 5,02 %          |

По данным ООН, темп роста населения за 2010—2015 годы составил −0,1 %, при этом городского населения — 0,1 %, сельского — −0,3 %; доля городского населения на 2014 год — 39,6 %; ожидаемая продолжительность жизни для мужчин — 73,7, для женщин — 78,8 лет. За время Боснийской войны (1992—1995) Боснию и Герцеговину покинуло около миллиона жителей, в основном сербов и хорватов. Уровень грамотности в 2011 году, по данным ЮНЕСКО, составил 98 %.

### Национальный и религиозный состав

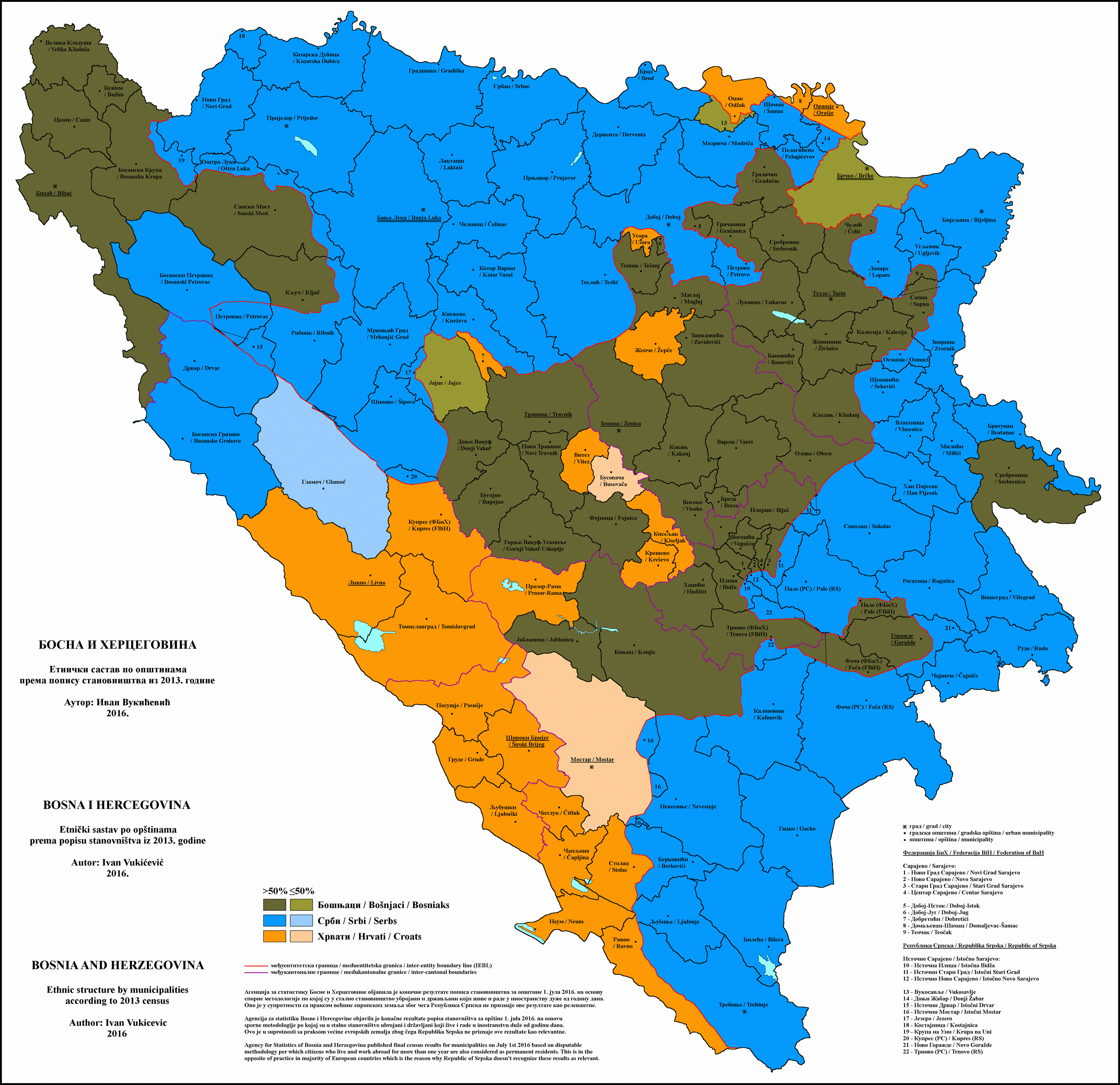
Этнический состав (2013)
босняки
сербы
хорваты

По данным переписи населения 2013 года, 50,11 % участвовавших назвали себя босняками, 30,78 % сербами и 15,43 % хорватами; по религиозной принадлежности: 50,7 % — мусульманами, 30,7 % — православными, 15,2 % — католиками.
По данным переписи 1991 года, 43,5 % населения Боснии и Герцеговины определили себя как «мусульмане», 31,2 % — сербы, 17,4 % — хорваты и 5,6 % — югославы. Среди национальных меньшинств в стране проживало 0,2 % черногорцев, 0,2 % цыган, 0,1 % албанцев, 0,1 % украинцев, 0,1 % словенцев и 0,1 % македонцев. По несколько сотен человек отнесли себя к венграм, итальянцам, чехам, полякам, немцам, евреям, русским, словакам, туркам, румынам и русинам. По данным 2005 года свыше 10 % населения составляли цыгане.
Сербы и хорваты испокон веков проживали на территории Боснии и Герцеговины. Босняки (во время существования Югославии — «мусульмане») как народ сложился в результате политики исламизации, которая проводилась Османской империей. До Второй мировой войны сербы составляли большинство населения Боснии и Герцеговины. Во время войны в результате усташского террора и массового уничтожения сербов, и одновременного переселения сюда хорватов и мусульман из Косова, Македонии, Воеводины и других областей сербское население сильно сократилось, и в межпереписной период за 1961—1971 годы численность мусульман превысила количество сербов.
В связи с провозглашением свободы вероисповедания после переписи 1953 года официальный подсчёт численности верующих в Югославии не проводился. По традиции религиозная принадлежность определялась национальностью. Верующие сербы в большинстве своём исповедуют православие, верующие хорваты — католицизм, верующие босняки — ислам. Среди протестантов — лютеране, которые объединены в самостоятельную Евангелическую церковь Хорватии, Боснии и Герцеговины и Воеводины.

### Языки
Конституция Боснии и Герцеговины не определяет официальных языков. Несмотря на это, исследователи Хилари Футтит и Майкл Келли отмечают, что Дейтонские соглашения подписаны на «боснийском, хорватском, английском и сербском языках», и поэтому эти языки (исключая английский) «de facto признаны как три государственных языка». Равный статус боснийского, сербского и хорватского был подтверждён Конституционным судом в 2000 году. Три этих языка взаимопонятны и с лингвистической точки зрения являются этнолектами сербохорватского языка. По данным переписи населения 2013 года, 52,9 % участвовавших определили своим языком боснийский, 30,8 % — сербский и 14,5 % — хорватский.
Согласно Европейской хартии региональных языков, Босния и Герцеговина признаёт следующие языки меньшинств: албанский, черногорский, македонский, украинский, польский, русинский, словацкий, словенский, чешский, немецкий, румынский, итальянский, венгерский, турецкий, идиш и ладино. Немецкоязычное меньшинство Боснии и Герцеговины в основном состоит из дунайских швабов, которые поселились на этих землях во времена Габсбургской монархии. Из-за депортации и насильственной ассимиляции после Второй мировой войны число этнических немцев в Боснии и Герцеговине значительно уменьшилось.

### Система расселения

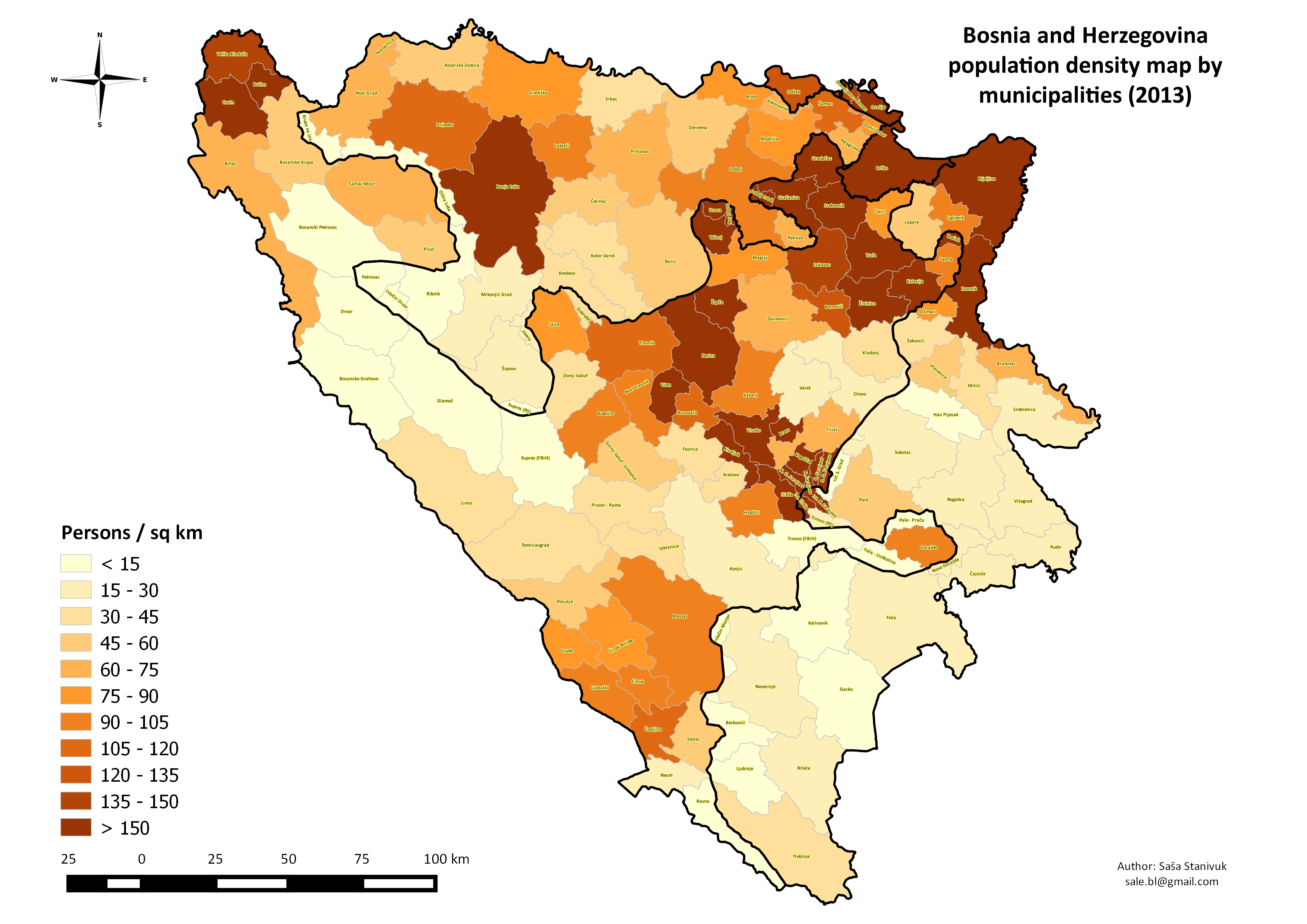
Плотность населения (2013)

По предварительным результатам переписи 2013 года средняя плотность населения составила 74,8 человек/км², в Федерации Боснии и Герцеговины — 90,9 человек/км², в Республике Сербской — 53 человека/км². При этом наибольшая плотность населения присутствует в центральных районах и на севере страны. Население сосредоточено в долинах рек, горные районы заселены слабо. Доля городского населения в 2003 году составила 43 %. В 2001 году в экономике было занято более 1 миллиона человек.
По переписи населения 1991 года в стране насчитывалось 5825 населённых пунктов, 39 из которых имели население свыше 10 000 жителей. Современная сеть городов сложилась в XX веке, когда Сараево было административным центром и крупнейшим городом страны, города Баня-Лука, Тузла, Зеница и Мостар являлись крупными региональными центрами, а Бихач, Приедор, Добой, Брчко, Модрича и Требине — региональными центрами. Крупнейший урбанизированный район страны располагается в Сараевско-Зеницкой котловине в верхнем течении Босны и носит название «Босна-Лашва», включающий Сараевскую и Зеницко-Травникскую агломерации. Герцеговина является наименее урбанизированной областью страны.
| №  | Название       | Образования                    | Население |
| -- | -------------- | ------------------------------ | --------- |
| 1  | Сараево        | Федерация Боснии и Герцеговины | 275,524   |
| 2  | Баня-Лука      | Республика Сербская            | 199,999   |
| 3  | Тузла          | Федерация Боснии и Герцеговины | 120,874   |
| 4  | Зеница         | Федерация Боснии и Герцеговины | 115,298   |
| 5  | Биелина        | Республика Сербская            | 114,663   |
| 6  | Мостар         | Федерация Боснии и Герцеговины | 113,169   |
| 7  | Приедор        | Республика Сербская            | 97,588    |
| 8  | Брчко          | Округ Брчко                    | 93,028    |
| 9  | Добой          | Республика Сербская            | 77,223    |
| 10 | Цазин          | Федерация Боснии и Герцеговины | 69,411    |
| 11 | Зворник        | Республика Сербская            | 63,686    |
| 12 | Живинице       | Федерация Боснии и Герцеговины | 61,201    |
| 13 | Бихач          | Федерация Боснии и Герцеговины | 61,186    |
| 14 | Травник        | Федерация Боснии и Герцеговины | 57,543    |
| 15 | Градишка       | Республика Сербская            | 56,727    |
| 16 | Грачаница      | Федерация Боснии и Герцеговины | 48,395    |
| 17 | Сански-Мост    | Федерация Боснии и Герцеговины | 47,359    |
| 18 | Лукавац        | Федерация Боснии и Герцеговины | 46,731    |
| 19 | Тешань         | Федерация Боснии и Герцеговины | 46,135    |
| 20 | Велика-Кладуша | Федерация Боснии и Герцеговины | 44,770    |

## Символика

Герб БиГ (1946—1992)

Герб Боснии и Герцеговины 1998 года представляет собой синий щит с жёлтым треугольником в правом верхнем углу, вдоль которого расположен ряд белых пятиконечной звёзд. Герб австро-венгерской Боснии и Герцеговины 1889 года представлял собой жёлтый щит с изображением красной руки, держащей меч. Герб Социалистической республики Босния и Герцеговина 1948 года представлял собой перевитый красной лентой зелёный венок из ветвей бука слева и ели справа, с красной пятиконечной звездой в вершине, внутри венка было помещено изображение двух скрещённых снопов пшеницы, над ними — двух дымящих фабричных труб на фоне силуэта города Яйце. Герб независимой Республики Босния и Герцеговина 1992 года представлял собой синий щит, разделённый на две части белой полосой с шестью золотыми лилиями.
Флаг Боснии и Герцеговины 1998 годы представляет собой синее полотнище с жёлтым треугольником посредине, вдоль которого на синем фоне расположен ряд белых пятиконечной звёзд. Флаг Социалистической республики Боснии и Герцеговины представлял собой полотнище красного цвета с флагом Югославии в левом верхнем углу. Флаг Республики Босния и Герцеговина представлял собой белое полотнище с помещённым в центр гербом этой республики. Гимн Боснии и Герцеговины, написанный композитором из Баня-Луки Душаном Шестичем, был принят в 1999 году.

## Конституционный строй
Босния и Герцеговина по форме правления является парламентской республикой. Государственными языками являются боснийский, хорватский и сербский. Конституция Боснии и Герцеговины является приложением № 4 Дейтонских соглашений, подписанного в Париже 14 декабря 1995 года. Республика Сербская существует на основании собственной Конституции, принятой 14 сентября 1992 года. Дейтонские соглашения учредили должность Верховного представителя, наделённого высшей властью и единоличным правом интерпретации Конституции и законов Боснии и Герцеговины.

### Государственное устройство

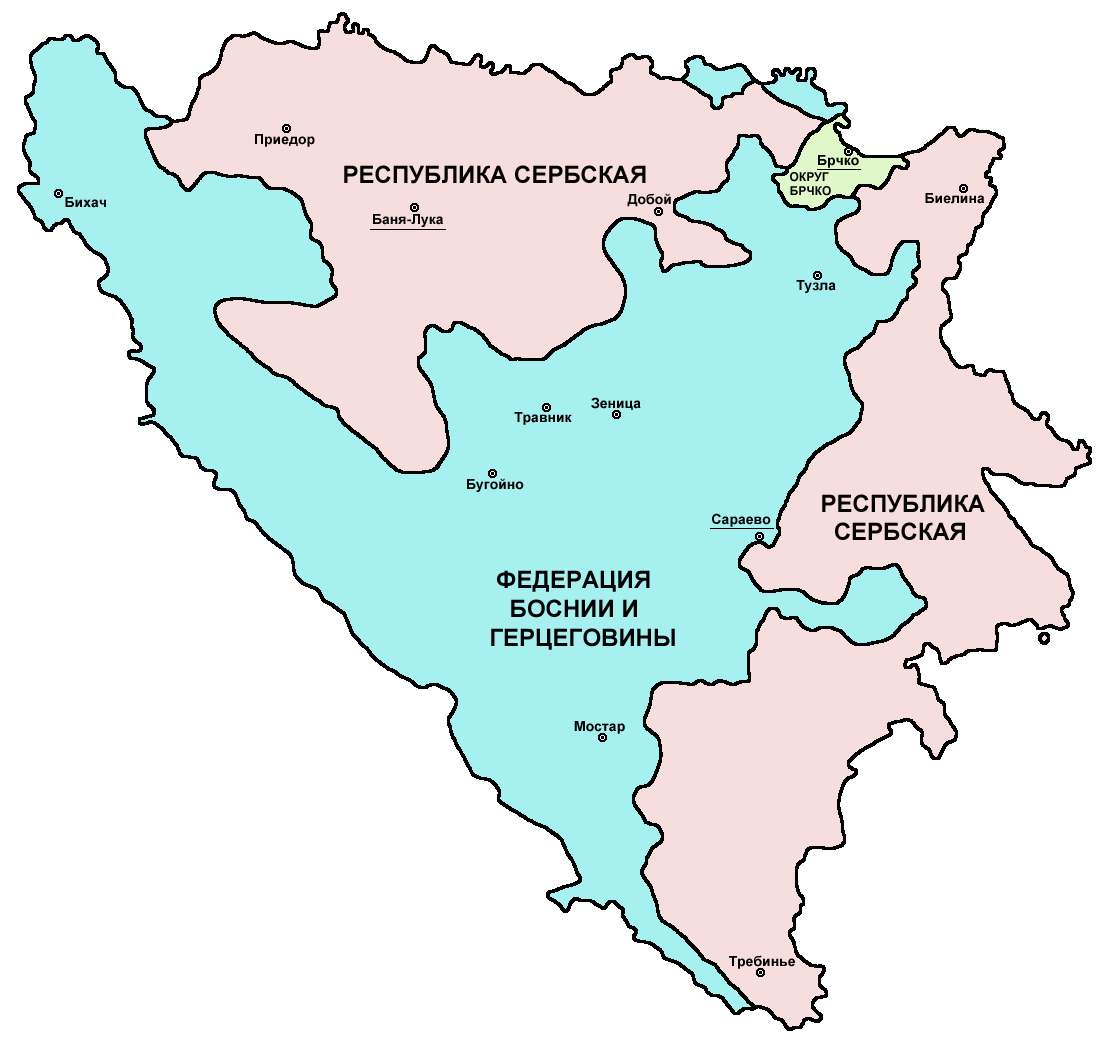
Образования и округ Брчко

Боснию и Герцеговину по форме государственного устройства обычно относят к федеративным государствам. Дейтонское соглашение, конституция и законы Боснии и Герцеговины не содержат конкретных формулировок об унитарном или федеративном характере взаимоотношений между энтитетами. Также в Боснии и Герцеговине отсутствуют государственные структуры, прямо называющиеся федеральными. С формальной точки зрения Босния является унитарным децентрализованным государством. Однако боснийская центральная власть настолько слаба, что в литературе Боснию иногда характеризуют даже не как федерацию, а как конфедерацию или квазиконфедерацию. Основное отличие от конфедерации в данном случае заключается в отсутствии права выхода энтитетов из её состава. Политическая система страны отражает результаты гражданской войны 1992-96 гг., когда происходило противостояние сербской, боснийско-мусульманской и хорватской общин. Дейтонские соглашения закрепили сложившееся положение, когда ни одна из общин не добилась своих целей.
Согласно конституции Боснии и Герцеговины 1995 года государство состоит из двух образований (энтитетов): Федерации Боснии и Герцеговины и Республики Сербской. К ведению Боснии и Герцеговины относится внешняя, внешнеторговая, таможенная и монетарная политика; финансовое обеспечение центральных органов власти и международных обязательств государства; политика, связанная с иммиграцией, беженцами и предоставлением убежища; исполнение положений уголовного права между образованиями и международных положений уголовного права, включая отношения с Интерполом; установление и функционирование муниципальных и международных средств связи; регулирование транспорта между образованиями; управление воздушным движением. В 1999 году арбитражной комиссией по Посавинскому коридору, в нарушение Дейтонских соглашений, была провозглашена самостоятельность округа Брчко, находящегося под международным надзором.
Согласно Economist Intelligence Unit страна в 2018 была классифицирована по индексу демократии как гибридный режим.

### Ветви власти
Высшие органы управления
К органам власти общегосударственного уровня относятся Президиум, Парламентская ассамблея и Совет министров. Возраст избирательного права наступает с 18 лет. Парламентская ассамблея — орган законодательной власти, состоящий из двух палат: Палаты представителей и Палаты народов. Полномочия Парламентской ассамблеи составляет принятие законов и бюджета, утверждение решений Президиума, ратификация международных договоров. Федерация БиГ и Республика Сербская имеют собственные парламенты, правительства и президентов, а также самостоятельные правовые системы. Коллективный глава государства — Президиум, состоящий из трёх членов государствообразующих народов. Срок полномочий президиума — 4 года с правом переизбираться один раз. Председатель Президиума избирается членами Президиума из своего состава. К полномочиям Президиума относятся вопросы внешней политики, назначение послов и других международных представителей. Исполнительную власть осуществляет Совет министров, председатель которого утверждается Палатой представителей и назначается Президиумом.
К основным политическим партиям относятся общенациональная Социал-демократическая партия Боснии и Герцеговины, преимущественно боснийская партия «За Боснию и Герцеговину», боснийская Партия демократического действия, преимущественно сербская Социал-демократическая партия, Сербская демократическая партия, Хорватский демократический союз и Христианско-демократическая партия.

### Судебная система
Судебная система включает Конституционный суд Боснии и Герцеговины; конституционные и верховные (высшая инстанция судов общей юрисдикции) суды Федерации БиГ и Республики Сербской; Суд Боснии и Герцеговины, являющийся высшей инстанцией для апелляционного суда округа Брчко; 16 кантональных и окружных судов (вторая инстанция судов общей юрисдикции) и 51 общинный и основной суд (первая инстанция судов общей юрисдикции); Высший коммерческий суд в Баня-Луке.
В июне 2023 года парламент Республики Сербской принял решение о приостановке исполнения решений Конституционного суда Боснии и Герцеговины на территории республики.

## Внешняя политика

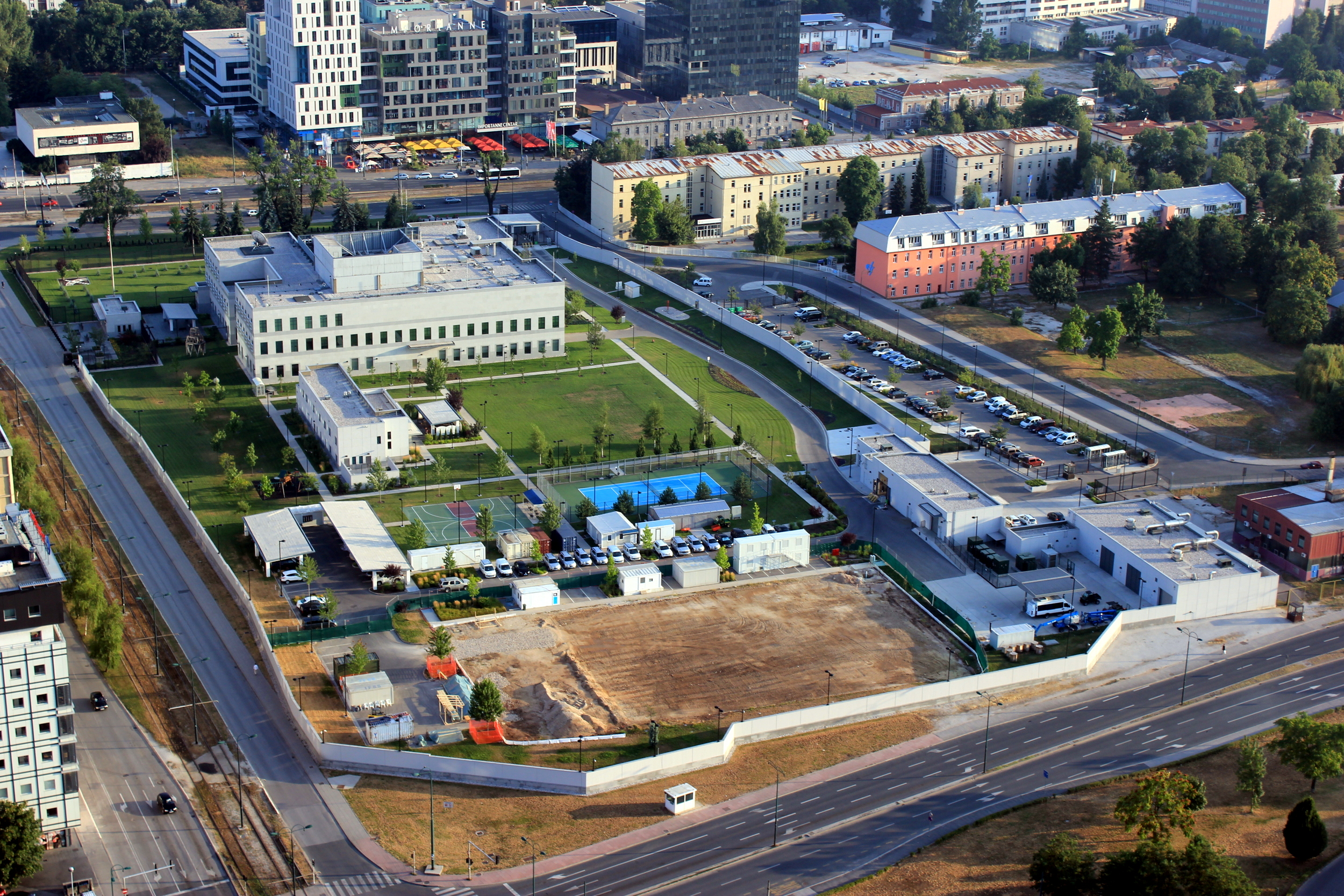
Посольство США в Сараеве

Босния и Герцеговина имеет дипломатические отношения (на начало 2016 года) со 165 государствами мира, за исключением Монако в Европе и ряда государств Африки, Азии, Океании и Центральной Америки. Дипломатические представительства Боснии и Герцеговины (на начало 2016 года) имеются в 45 странах мира на всех континентах, кроме Южной Америки. В Германии, США, Италии и Турции помимо посольств размещены также генеральные консульства, в Хорватии открыт культурный центр. Босния и Герцеговина является одним из пяти государств-преемников бывшей Югославии. Государство проводит внешнюю политику в соответствии со следующими приоритетами (на начало 2016 года): интеграция в НАТО; участие в ООН, Совете Европы, ОБСЕ, Организации исламского сотрудничества; вступление в ВТО. В 2008 году было подписано соглашение о стабилизации и ассоциации с Европейским союзом. В стране открыты дипломатические представительства 97 государств мира. Безвизовый режим пребывания в стране (на начало 2016 года) действует для граждан государств Западного мира, России, Украины и некоторых государств Латинской Америки и Азии.
15 февраля 2016 года президент Боснии Драган Чович официально представил заявку о вступлении страны в ЕС. 20 сентября 2016 года страны ЕС официально приняли эту просьбу.

## Вооружённые силы
Согласно принятой военной доктрине государства, Босния и Герцеговина, будучи «по своему геостратегическому положению… важным фактором стабильности и безопасности в регионе, Европе и за её пределами…, выразила готовность к полному принятию прав и обязанностей, которые принадлежат семье равноправных европейских и евро-атлантических государств». Вооружённые силы Боснии и Герцеговины поддерживаются в боеготовности для защиты граждан страны, суверенитета, независимости и территориальной целостности государства, обеспечения политики независимости, выполнения международных обязательств и прочего. Вооружённые силы включают сухопутные войска, ВВС и ПВО. Верховное командование вооружёнными силами осуществляет Президиум Боснии и Герцеговины. Босния и Герцеговина экспортирует вооружения (в Малайзию, Саудовскую Аравию и другие страны), в 2014 году объём экспорта продукции военной промышленности составил 93,8 млн конвертируемых марок. Воинский призыв был отменён в 2006 году. Расходы на оборону в 2014 году составили 0,98 % ВВП страны.
Босния и Герцеговина является членом ОБСЕ и Пакта стабильности для Юго-Восточной Европы, участником программы НАТО «Партнёрство ради мира», в 2010 году получила план действий по вступлению в НАТО.

## Экономика
Босния и Герцеговина — среднеразвитое аграрно-индустриальное государство.
Преимущества: успешно перешла к стабильной рыночной экономике. Низкая инфляция (1,4 %). Относительно высокие темпы экономического роста (выше среднего по Европе), и низкий государственный долг (ниже среднего по Европе). Ещё относительно дешёвая, и хорошо образованная, в сравнении со странами Европы, рабочая сила. В условиях резкого падения уровня безработицы и усиления дефицита рабочей силы, рост заработной платы по состоянию на 2019 год не сдерживается замедлением темпов экономического роста.
Слабые стороны: Скудная сырьевая база. Сильная коррупция. Медленно продвигающиеся рыночные реформы. Малый объём инвестиций в инфраструктуру и НИОКР. Самая большая проблема, присущая также другим относительно бедным странам Европы, — увеличивающийся с каждым годом дефицит трудоспособной рабочей силы и рост количества пенсионеров в связи с низкой рождаемостью и высокой эмиграцией населения в другие, более богатые, страны мира.
До социалистической индустриализации земли Боснии и Герцеговины имели в основном сельскохозяйственный уклад. В 1950—1980-е годы здесь были построены гидро- и теплоэлектростанции, заводы оборонной промышленности, предприятия тяжёлой промышленности, с использованием преимущественно местных ресурсов. Производилась добыча руд цветных и чёрных металлов, угля, каменной соли; увеличивались объёмы производства стали и проката, алюминия, кокса, продуктов химии, бумаги, целлюлозы. В СФРЮ республика официально относилась к экономически менее развитым регионам страны (наряду с Македонией, Черногорией и Косово). Так, например, заработные платы в республике в 1988 году в 1,8 раз были меньше, чем в Словении. Во время Боснийской войны 1992—1995 годов экономика и инфраструктура страны были разрушены.
Средний размер оплаты труда брутто в Боснии и Герцеговине по состоянию на январь 2023 года составляет 1875 марок (959,25 евро), а нетто — 1208 марок (618,01 евро). Средний размер оплаты труда брутто в Республике Сербской по состоянию на февраль 2023 года составляет 1908 марок (975,36 евро), а нетто — 1256 марок (642,16 евро). С 1 января 2023 года минимальный размер оплаты труда нетто в Федерации Боснии и Герцеговины составляет 596 марок (305,36 евро). С 1 января 2023 года минимальный размер оплаты труда нетто в Республике Сербской составляет 700 марок (358,64 евро). С 1 января 2024 года минимальный размер оплаты труда нетто в Республике Сербской составляет 900 марок (463,35 евро). С 1 января 2024 года минимальный размер оплаты труда нетто в Федерации Боснии и Герцеговины составляет 619 марок (316,32 евро). С 1 января 2025 года минимальный размер оплаты труда нетто в Федерации Боснии и Герцеговины составляет 1000 марок (511,02 евро).
За период с 1994 по 2014 год объём прямых инвестиций из-за рубежа составил 6 млрд евро, в том числе со стороны Австрии — 1,3 млрд евро, Сербии — 1,1 млрд, Хорватии — 780 млн, России — 518 млн, Словении — 462 млн, Германии — 326 млн, Швейцарии — 278 млн, Нидерландов — 235 млн, Великобритании — 180 млн, Люксембурга — 169 млн Структура инвестиций за указанный период: 36 % было вложено в производства, 20 % — в банковский сектор, 14 % — в телекоммуникации, 11 % — в торговлю. За период с 2006 по 2014 годы страна получала в среднем по 468 млн евро прямых иностранных инвестиций в год, наибольший объём которых пришёлся на 2007 год (1329 млн евро, время приватизации крупных государственных предприятий). Внешняя торговля Боснии и Герцеговины в основном ориентирована на страны Евросоюза. В 2014 году географическое распределение внешней торговли Боснии и Герцеговины было следующим:
- Страны ЕС — 64,0 % (10,7 млрд долларов);
- Россия — 5,5 % (0,9 млрд долларов);
- Китай — 5,5 % (0,9 млрд долларов);
- Турция — 3,3 % (0,6 млрд долларов);
- Страны Америки — 3,3 % (0,6 млрд долларов);
- Страны Африки — 0,8 % (0,1 млрд долларов).

### Основные показатели

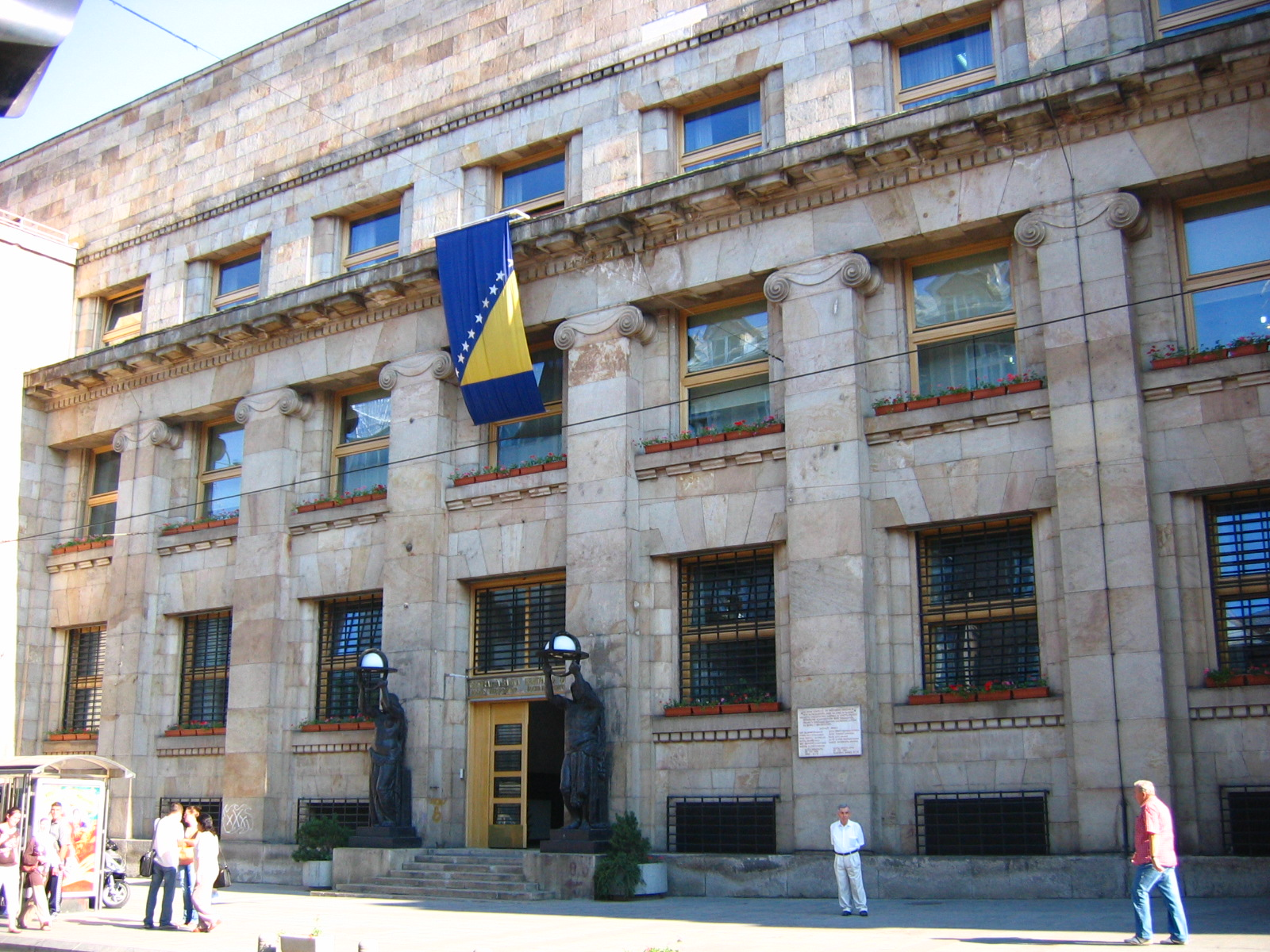
Центральный банк

Современная Босния и Герцеговина относится к слаборазвитым экономикам Европы. По данным МВФ за 2015 год Босния и Герцеговина относилась к развивающимся странам. В рейтинге конкурентоспособности ВЭФ на 2015—2016 годы Босния и Герцеговина заняла 111-е место, опередив беднейшие страны Африки и некоторых других уголков мира. По данным Forbes на декабрь 2015 года страна имеет переходную экономику, которая сильно зависит от экспорта металлов, текстиля, мебели, электроэнергии, а также от иностранной помощи и денежных переводов; сегментированный рынок и бюрократия препятствуют иностранным инвестициям; государственный долг составляет 45 % ВВП, безработица — 43,9 %, инфляция — −0,9 %. ВВП по ППС на душу населения за 2014 год составил 9833 доллара США по данным МВФ или 9891 долларов США по данным Всемирного банка (104-е и 102-е места среди стран мира соответственно).
Импорт в 2014 году составил 16,199 млн конвертируемых марок, экспорт — 8,684 млн; внешнеторговый баланс — −7,515 млн. Основными экспортными товарами 2013 года являлись: электроэнергия, комплектующие для сидений транспортных средств, сплавы алюминия, слитки железа и нелегированной стали и женская обувь; основными импортными товарами — нефть и нефтепродукты, медикаменты, каменный уголь и легковые автомобили. Основные внешнеторговые партнёры (2013) по экспорту: Германия, Хорватия, Италия, Сербия и Австрия; по импорту: Хорватия, Германия, Россия, Сербия и Италия.
Крупнейшие компании 2014 года по объёму выручки: Optima Grupa со штаб-квартирой в Баня-Луке (производство и сбыт нефти и нефтепродуктов, 100 % российского капитала в структуре «Зарубежнефти»), Holdina со штаб-квартирой в Сараеве (продажа нефти и нефтепродуктов), Elektroprivreda BiH (производство, распределение и снабжение электроэнергией, при 90 % участии государства).
Темпы роста ВВП (по данным Всемирного банка)
| Год | 2006 | 2007 | 2008 | 2009 | 2010 | 2011 | 2012 | 2013 | 2014 |
| --- | ---- | ---- | ---- | ---- | ---- | ---- | ---- | ---- | ---- |
| %   | 6,5  | 6,0  | 5,6  | −2,7 | 0,8  | 1,0  | −1,2 | 2,5  | 0,8  |

### Финансовая система
Конвертируемая марка, которая равняется 100 фенингам, привязана к евро (1:0,51129 евро). Введена в обращение в 1998 году.
В стране (на август 2023 года) действует 23 частных банка. Крупнейшие банки: UniCredit, Raiffeisen, Intesa Sanpaolo, Addiko Bank, ProCredit Bank, NLB banka, Nova banka, Исламский банк развития.

### Промышленность

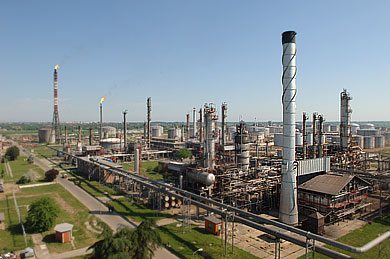
Завод моторных масел в Модриче

В структуре промышленного производства Боснии и Герцеговины за 2014 год на добычу полезных ископаемых приходилось около 5 % произведённой продукции (в основном на добычу угля, лигнитов и металлических руд), на обрабатывающую промышленность — около 74 %, на производство и поставку электроэнергии, газа, пара и кондиционирование — около 20 %. При этом в структуре обрабатывающей промышленности на производство продуктов питания приходилось около 18 % произведённой продукции, металлов — около 15 %, кокса и продуктов нефтепереработки — около 13 %, а также автомобилей, прицепов и полуприцепов — около 4 %, бумаги и бумажной продукции — около 3 %, машин и оборудования — около 2 %, текстиля — около 1 %, табачных изделий — менее 1 %.
В 2004 году основными центрами транспортного машиностроения являлись Сараево, Мостар и Тешань; на автосборочном заводе в Вогошче изготавливались малые партии автомобилей «Фольксваген». Крупнейшими металлургическими предприятиями являлись Зеницкий сталелитейный завод, Мостарский алюминиевый комбинат и Зворникский глинозёмный завод. Производилась добыча железных руд на рудниках в районе Вареша и Любии, свинца и цинка под Сребреницей, марганца под Босанска-Крупой, бокситов под Сребреницей, Яйце, Власеницей, Босанска-Крупой. Осуществлялось производство импортного алюминия, стали, экспортного глинозёма, концентратов цинка и свинца. Работали предприятия лесной промышленности и деревообработки, целлюлозно-бумажной промышленности, мебельные фабрики. Крупнейшим центром лёгкой промышленности (швейной, текстильной, обувной, кожевенной) являлось Сараево.

#### Энергетика

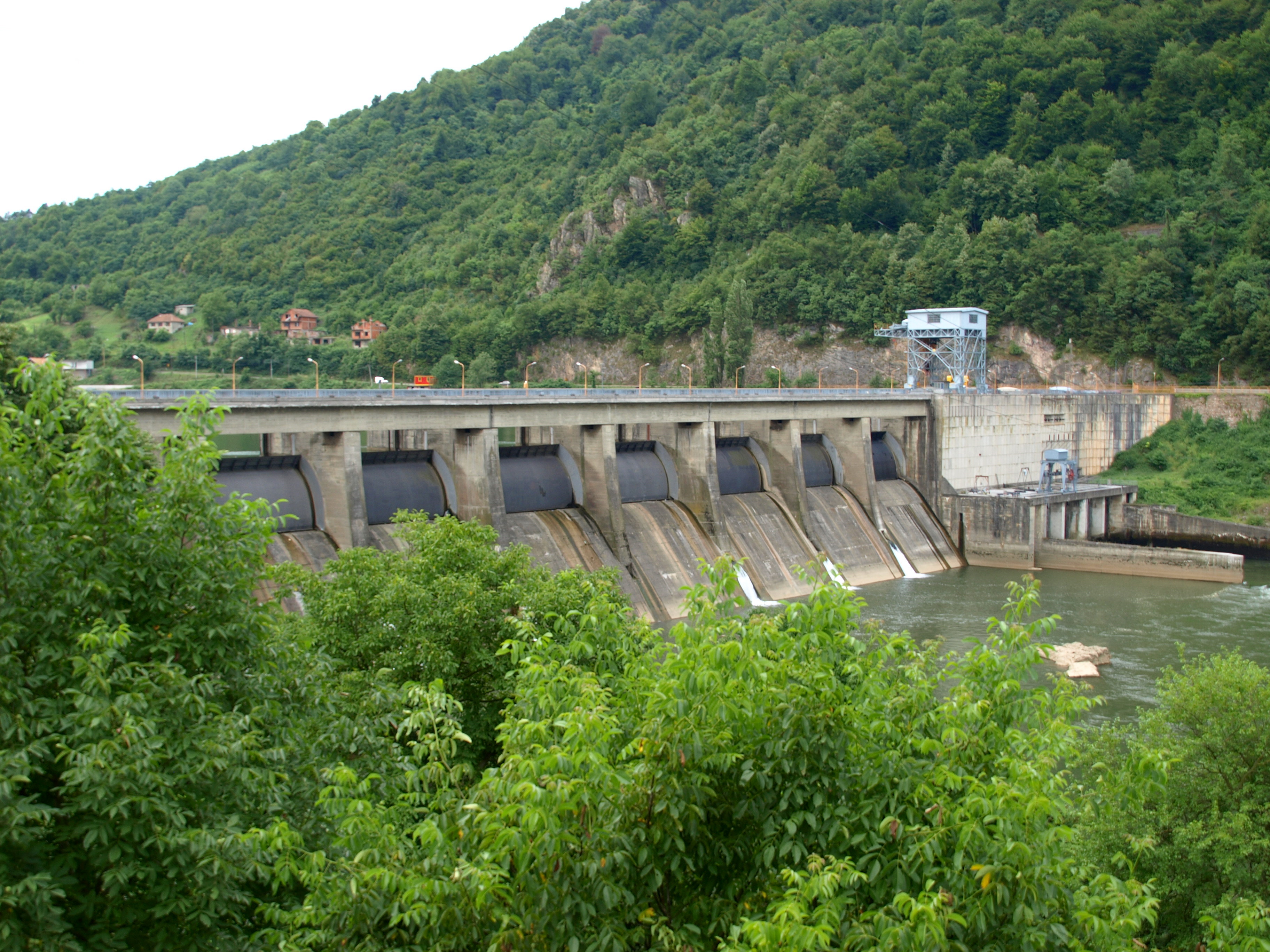
ГЭС «Зворник»

В составе топливно-энергетического баланса Боснии и Герцеговины в 2003 году 37 % приходилось на уголь и лигниты, 25 % — на гидроэнергию, 20 % — на природный газ и 18 % — на нефть и нефтепродукты. Природный газ и нефть импортируются, преимущественно из России. С 1979 года через трубопровод из Зворника, расположенного на границе с Сербией, страна подключена к газотранспортной системе Европы и России. Крупнейшее предприятие нефтепереработки, мощностью до 5 млн тонн сырой нефти в год, расположено в Броде. Бурый уголь и лигниты добываются на шахтах в центральных и северо-восточных районах страны.
Значительный энергетический потенциал позволяет экспортировать электроэнергию за границу. Тепловые электростанции работают в основном на угле и лигнитах местного производства. К крупнейшим ТЭЦ относятся Тузланская, Каканская, Гацкая и Углевицкая. В 2014 году 39 % электроэнергии вырабатывалось гидроэлектростанциями, было произведено 15 030 млн кВт·ч, при этом было экспортировано 5998 млн кВт·ч и импортировано 3178 млн кВт·ч. К крупнейшим гидроэлектростанциям относятся Чаплинская на реке Неретве, Вышеградская на Дрине, совместная с Хорватией Дубровницкая, Салаковацкая, Ябланицкая, Требине-I на реке Требишнице.

### Сельское хозяйство

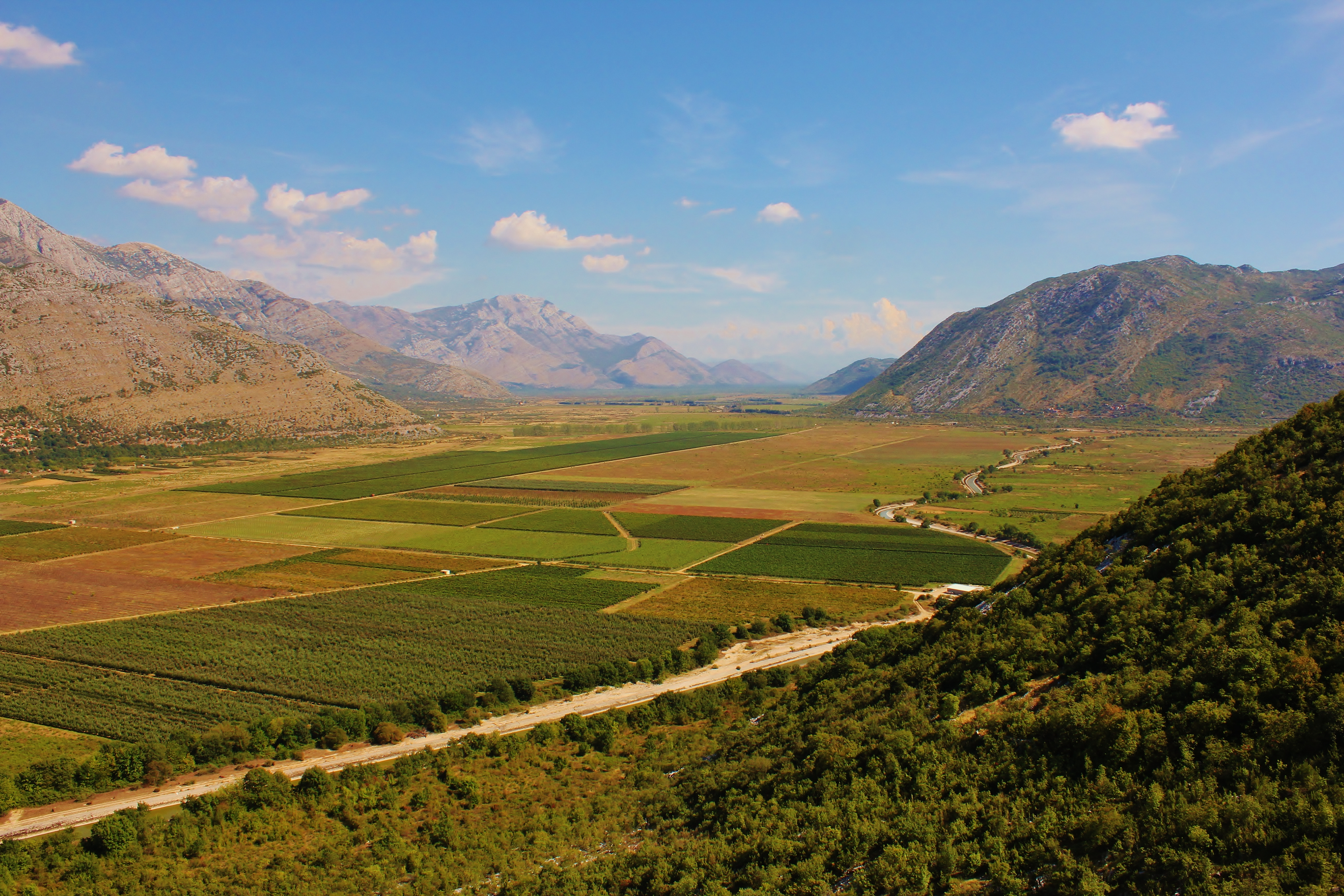
Попово-Поле

Сельскохозяйственные земли занимают более двух миллионов гектар (свыше 40 % площади страны), большая часть которых занята пашнями и огородами, в меньшей мере садами и виноградниками, а также лугами и пастбищами. Овощи и картофель выращиваются по всей стране. Пахотные угодья расположены в основном в речных долинах, прежде всего на севере страны, в долине реки Савы. Фруктовые сады в большом количестве располагаются на холмах к югу от Савы. В юго-западной части Герцеговины выращивают виноград и табак, а также бахчевые культуры, персики, абрикосы, оливы, мандарины, черешню, инжир. Центром виноделия является район Мостара.
Пахотные угодья в 2014 году занимали 1,011 млн гектар, из которых 501 тысяча га приходилось на посевные площади (в том числе 300 тысяч га площадей Республики Сербской, 185 тысяч га Федерации БиГ и 13 тысяч га округа Брчко). Основные сельскохозяйственные культуры: фрукты (яблоки, сливы, груши, черешня, персики и другие), зерновые, технические культуры (рапс, соя, табак), овощи (капуста, томаты, лук, красный перец, морковь, огурцы и другие), картофель. 62 % собранных зерновых приходилось на кукурузу и 22 % на пшеницу. 71 % собранных зерновых пришлось на Республику Сербскую и 25 % на Федерацию БиГ. Основу животноводства составляет птицеводство и разведение овец, свиней и коров. Разведением домашней птицы и крупного рогатого скота занимаются в основном в речных долинах, в немусульманских районах разводят также свиней. Овцеводство распространено в центральных районах страны.

## Транспорт

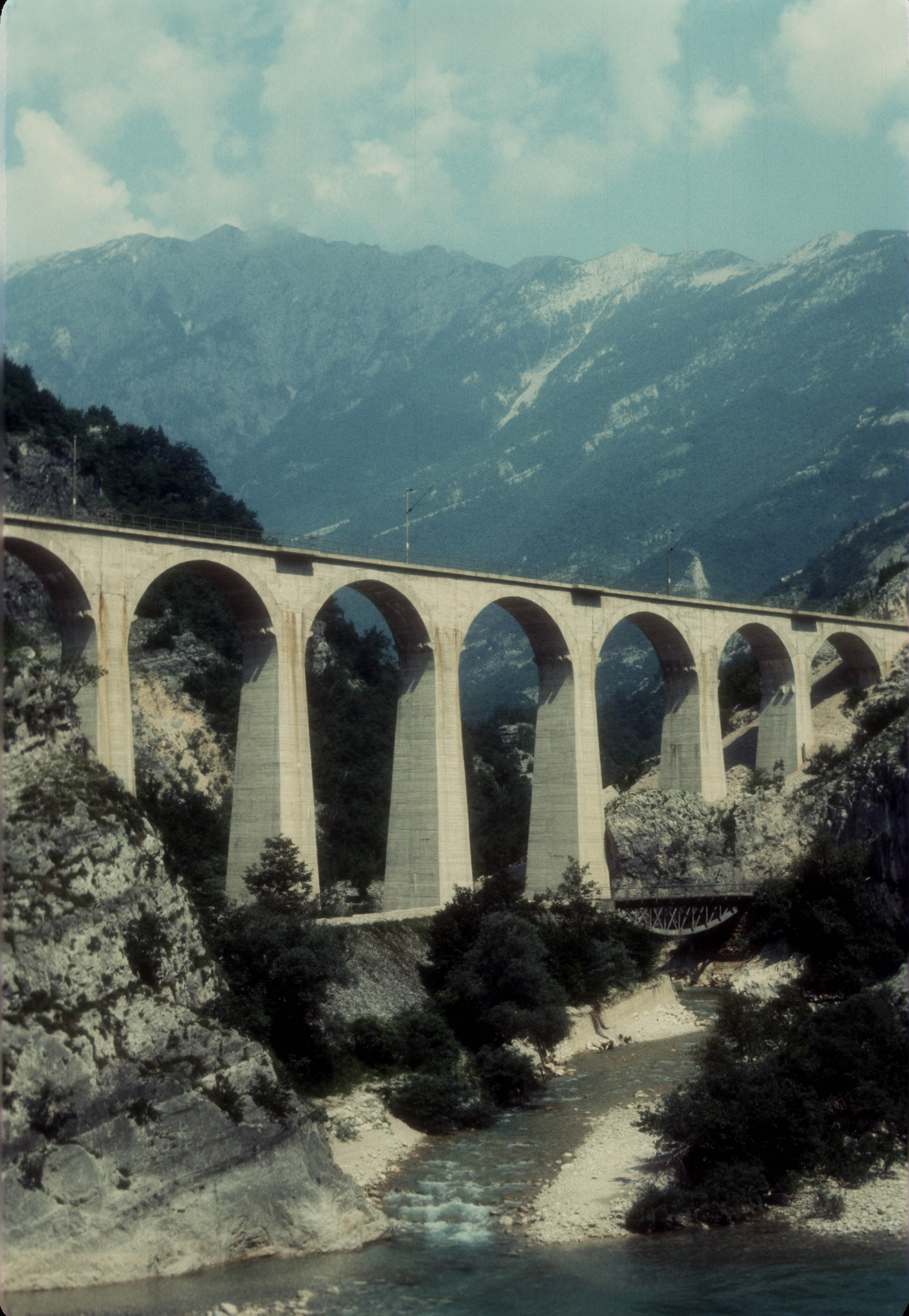
Железнодорожный мост на Неретве

Дорожная сеть страны в 2008 году имела общую длину 22 759 км, в том числе 3722 км магистральных и 4842 км региональных автодорог. Через страну проходят европейские автомобильные маршруты: E 59, E 65, E 73, E 661, E 761, E 762. Большое количество горных дорог с низкой пропускной способностью.
Железнодорожный транспорт с 1992 года территориально разделён между компаниями «Железные дороги Федерации Боснии и Герцеговины» и «Железные дороги Республики Сербской». Железные дороги связывают страну на севере, западе и юге с Хорватией и на востоке с Сербией. В XIX—XX веках железнодорожная линия Габела—Зеленика связывала страну с Черногорией. Между Сараевым и Загребом через Республику Сербскую курсирует регулярный пассажирский поезд. Железные дороги Федерации БиГ со штаб-квартирой в Сараеве располагают сетью путей (в основном одноколейных) общей длиной 608 км. Железные дороги Республики Сербской со штаб-квартирой в Добое располагают сетью путей (в основном одноколейных) общей длиной 425 км.
Международные аэропорты: «Сараево» (регулярные рейсы в немецкоязычные страны, Стамбул, а также в Белград, Загреб, Любляну), «Баня-Лука», «Мостар» (регулярные рейсы в Италию) и «Тузла» (рейсы в основном в немецкоязычные страны). С 1994 по 2015 годы действовала авиакомпания B&H Airlines со штаб-квартирой в Сараеве. Судоходство осуществляется по речному бассейну Савы с речными портами в Броде и Шамаце; на реке Босне — порт Добой. Перевозки по морю осуществляются через хорватский порт Плоче.

## СМИ
Печатные издания Боснии и Герцеговины полностью находятся в частных руках. По данным на январь 2016 года в стране выходило 10 ежедневных газет, ведущие из которых: «Oslobođenje» и «Dnevni avaz» с редакцией в Сараеве, «Nezavisne novine» и «Глас Српске» с редакциями в Баня-Луке, Dnevni list с редакцией в Мостаре, «Вечерние новости» с редакцией в Белграде и другие; 59 журналов в Федерации БиГ, в том числе сараевские издания «Слободна Босна» и BH Dani, и 48 в Республике Сербской; 8 новостных агентств, в том числе СРНА с редакцией в Биелине.
По данным 2009 года в стране вещало свыше 45 телевизионных станций разного уровня. В составе «Радио и телевидения Боснии и Герцеговины» вещало три телеканала: BHT 1 общегосударственного уровня, «Федеральное телевидение» в Федерации БиГ и «Телевидение Республики Сербской». В Сараеве расположена центральная студия катарского телеканала «Аль-Джазира», вещающего в странах бывшей Югославии на сербохорватском языке. OBN — телеканал БиГ со штаб-квартирой в Сараеве.
В стране вещало свыше 140 радиостанций. В составе государственной телерадиовещательной службы «Радио и телевидение Боснии и Герцеговины» вещали радиостанции BH Radio 1 общегосударственного уровня, «Радио ФБиГ» и Radio 202 в составе РТФБиГ, «Радио Республики Сербской» в составе РТРС.

## Образование и наука

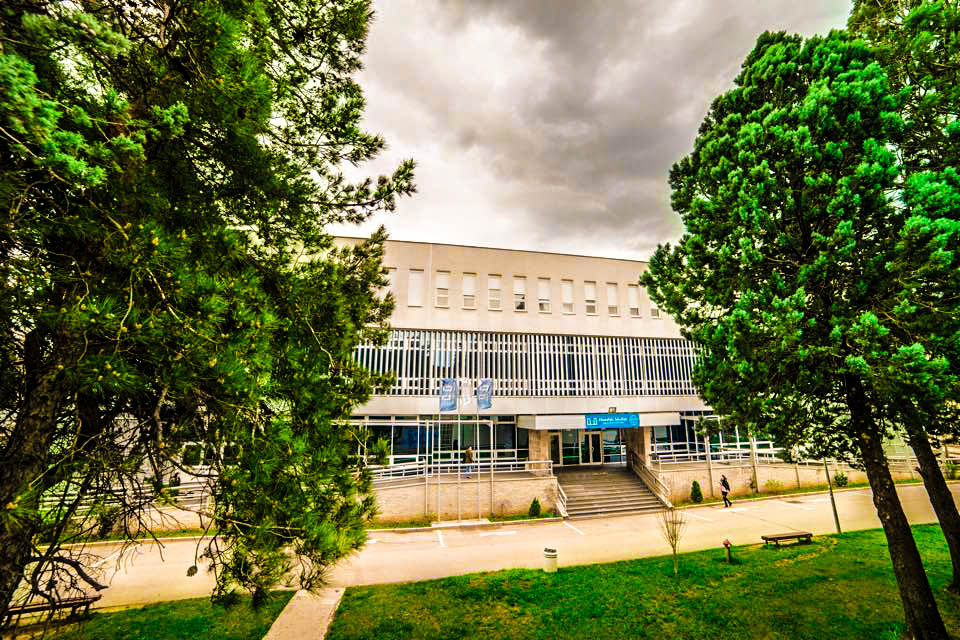
Мостарский университет

Система образования состоит из учреждений, предназначенных для детей от 3 до 7 лет; обязательных школ для детей от 7 до 11 лет на первой ступени обучения и для детей от 11 до 15 лет на второй ступени; общих средних школ или гимназий для учащихся от 15 до 19 лет; специальных средних школ (технических, педагогических, музыкальных и прочих), профессионально-технических школ и университетов. С 1966 года действует Академия наук и искусств. Основные научные учреждения расположены в Сараеве, среди них: Боснийский институт (основанный в 1997 году как центр изучения культуры и истории босняков), институты языкознания, термальной и ядерной технологии, метеорологии; а также общества — географическое, физическое и астрономическое, математическое, медицинское, педагогическое и прочие. Среди библиотек: Национальная и университетская библиотека (основана в 1945 году), Гази Хасревбегова (1537 год), библиотека Национального музея.
К государственным учреждениям высшего образования относятся университеты — Сараевский (основан в 1949 году), Тузланский (1976 год), Мостарский (1977 год), Бихачский, Зеницкий и университет Джемала Биедича, расположенные в Федерации БиГ; Баня-Лукский (1975 год), Источно-Сараевский университет, Приедорская высшая медицинская школа, Требинская высшая школа гостиничного бизнеса и туризма, расположенные в Республике Сербской.

## Культура

### Архитектура и изобразительное искусство

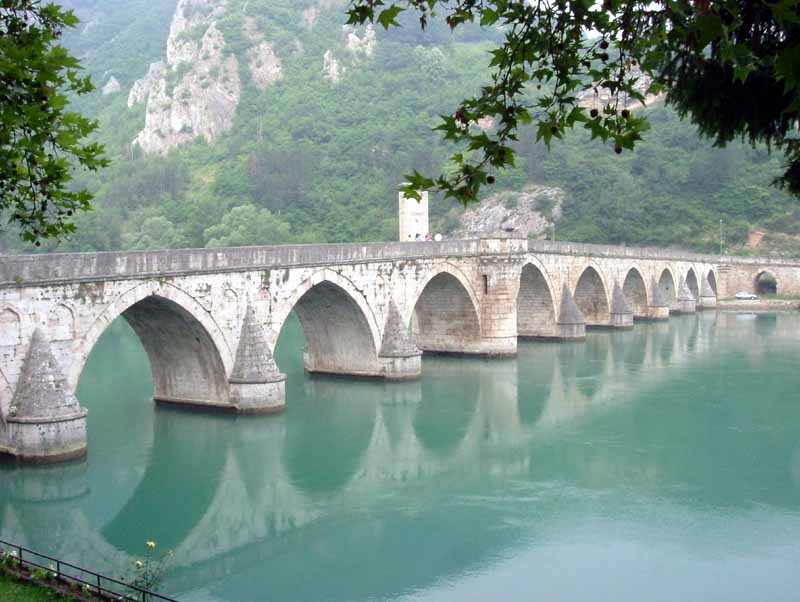
Вишеградский мост — объект Всемирного наследия ЮНЕСКО

В Боснии и Герцеговине сохранились остатки иллирийского укрепления Даорсон; римских поселений Могорьело, Домавиум (близ Сребреницы); замки и жилых башен, получивших название «кулы»; базилик (в Брезе, Зенице); средневековых церквей. До турецкого завоевания люди жили в глинобитных, каменных или деревянных домах, имевших клеть и четырёхскатную крышу. В период турецкого владычества в городах строились мосты, караван-сараи, бани, мечети, медресе. В период господства Австро-Венгрии города застраивались в духе эклектики. В 1920—1930-е годы началась пора функционализма. В 1960-е годы общественные здания приобретают выразительность (универмаг «Развитак» в городе Мостаре).
Древнейшие предметы изобразительного искусства, найденные в Боснии и Герцеговине, относятся к эпохе неолита. Средневековое искусство страны находилось под влиянием соседей. Рельефные изображения сохранились на стечках. Среди памятников монументальной живописи той поры — фрески Добрунского монастыря XIV века, миниатюр — рукописи Боснийской церкви. В иконописи до середины XIX века господствовал византийский стиль. В период турецкого владычества получили развитие ткачество орнаментальных ковров-килимов и обработка металла. Боснийские живописцы рубежа XIX—XX веков работали в основном в Сербии. Местная школа живописцев сложилась в 1920—1930-е годы (И. Шеремет, В. Димитриевич, Ш. Боцарич). Во второй половине XX века искусство развивалось в духе авангарда.

### Музыка

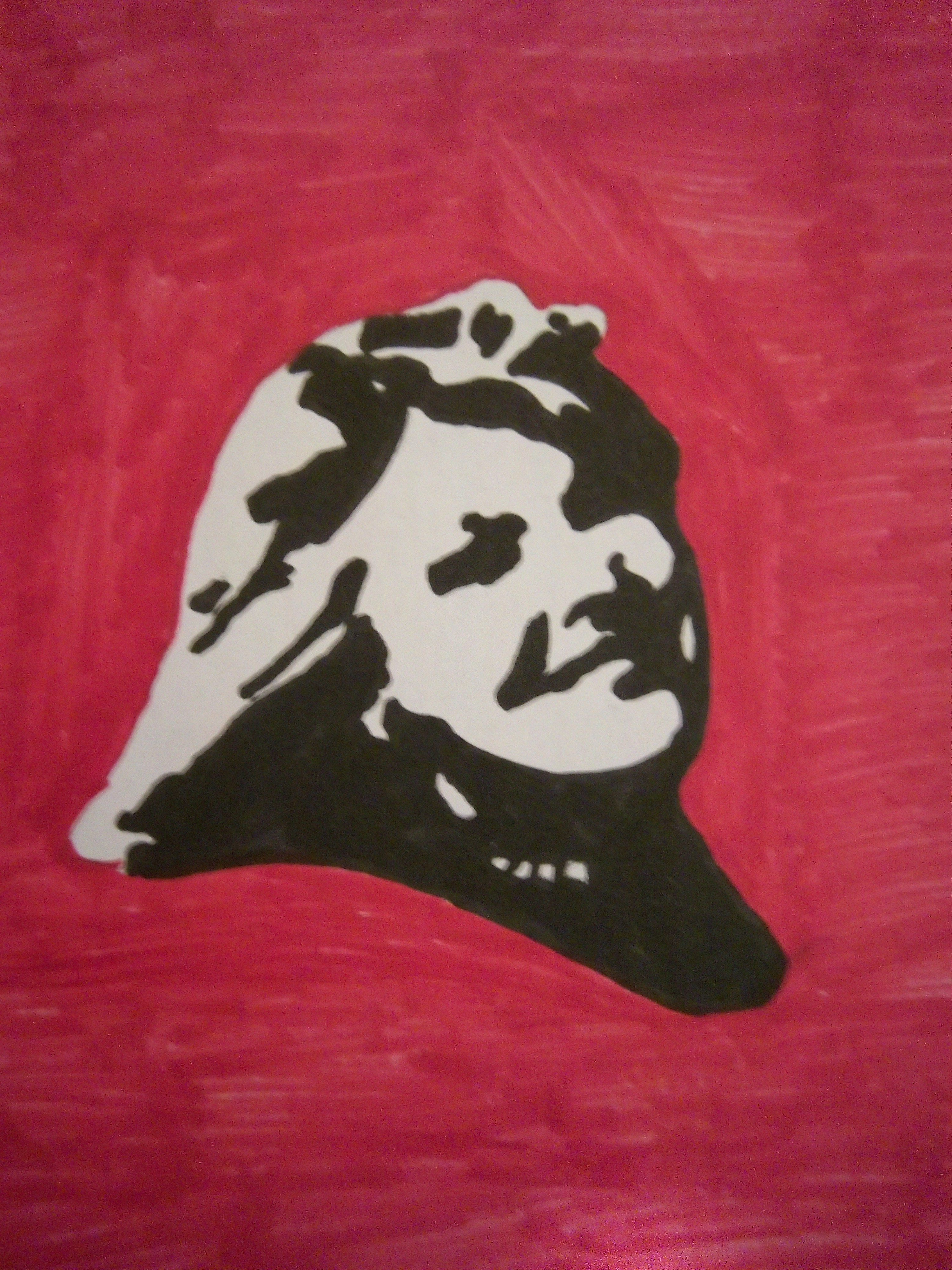
Ханка Палдум

Придворные музыканты средневековой Боснии впервые упоминаются под 1408 годом. В период турецкого владычества народная музыка развивалась под влиянием восточной музыки. Под властью Австро-Венгрии получила развитие музыкальная культура Европы. С 1886 по 1918 год в Сараеве действовал Мужской певческий союз, который исполнял произведения немецкой, австрийской, а также чешской, словенской и хорватской музыки. В начале XX века музыкальный фольклор Боснии и Герцеговины изучался чешским учёным Л. Кубой. С образованием Королевства сербов, хорватов и словенцев в 1918 году был создан оркестр при Национальном театре, в 1923 году появился Филармонический симфонический оркестр. Среди композиторов той поры: А. Пордес и В. Милошевич. В 1946 году в Сараеве был основан Оперный театр, в 1948 году — Симфонический оркестр, в 1962 году — Симфонический оркестр радио и телевидения, в 1955 году — Музыкальная академия. В произведениях композиторов того времени преобладал фольклор, в духе неоклассицизма создавал свои произведения Д. Шкерл, в духе авангардизма — В. Комадина. Среди мусульман Боснии распространены любовные песни — так называемые севдалинки. С 1950-х годов до настоящего времени песни, в которых звучат народные мотивы, исполняла С. Арменулич, продолжают исполнять Х. Балшич, Х. Джинович, Х. Палдум.

### Театр и кино

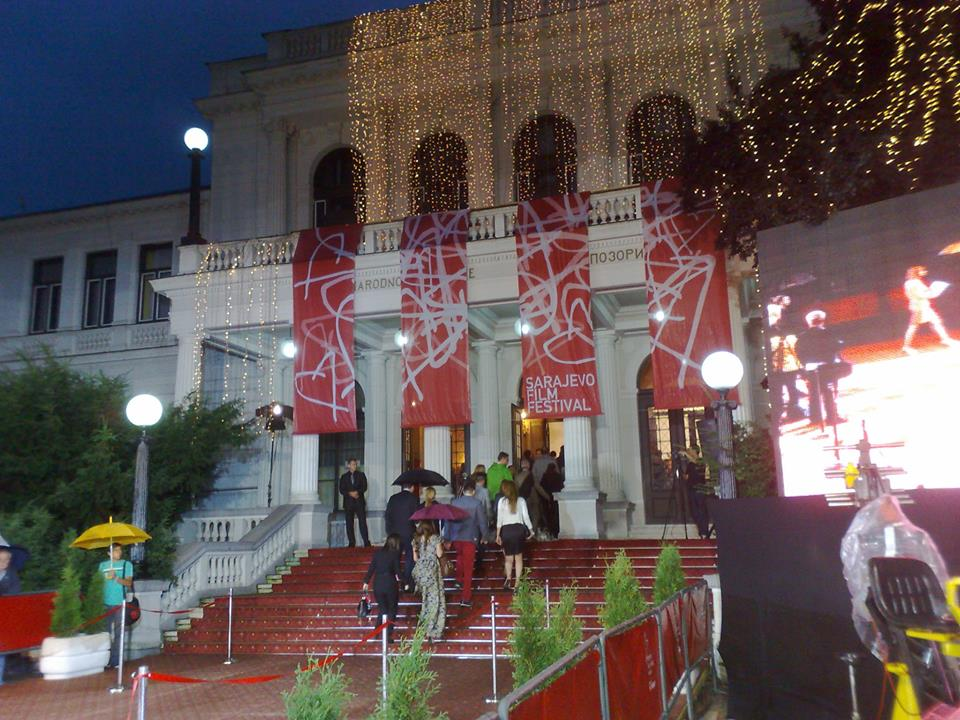
Сараевский кинофестиваль

Театральное искусство в Боснии и Герцеговине появилось в XIX веке. Сараевский национальный театр был основан в 1919 году, Баня-Лукский — в 1930 году, Мостарский — в 1949 году, Тузланский — в 1949 году, Зеницкий театр — в 1950 году. В Сараеве существуют также «Камерный театр 55» и Детский театр.
Самой ранней из сохранившихся киносъёмок с Боснией считается «Путешествие по Боснии» 1912 года. В 1951 году было снято первое игровое кино: короткометражный фильм «На границе» и полнометражный «Майор Призрак». В последующем фильмы нередко снимались по сценариям югославских писателей — М. Селимовича, М. Ковача, Б. Чопича и других. Большая часть картин была снята киностудией «Босна-фильм», часто совместно с другими киностудиями Югославии и зарубежья. Киностудией «Сутьеска-фильм», основанной в 1960-х годах, снимались короткометражные и документальные фильмы. В 1981 году в Сараеве была открыта Академия сценического искусства. Во время существования Югославии в Боснии и Герцеговине снимались такие картины, как «Битва на Неретве» в 1969 году, «Помнишь ли ты Долли Белл?» режиссёра Э. Кустурицы в 1981 году. С 1995 года в Сараеве проводится международный Сараевский кинофестиваль. В 1996 году была снята первая игровая картина после окончания Боснийской войны «Совершенный круг». В начале XXI века сняты фильмы «Ничья земля» (2001 год), «Дни и часы» (2004 год) и другие.

### Литература

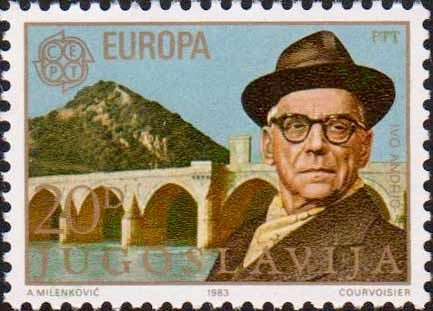
В творчестве И. Андрича Босния предстаёт страной национальной розни и религиозного фанатизма

## Спорт

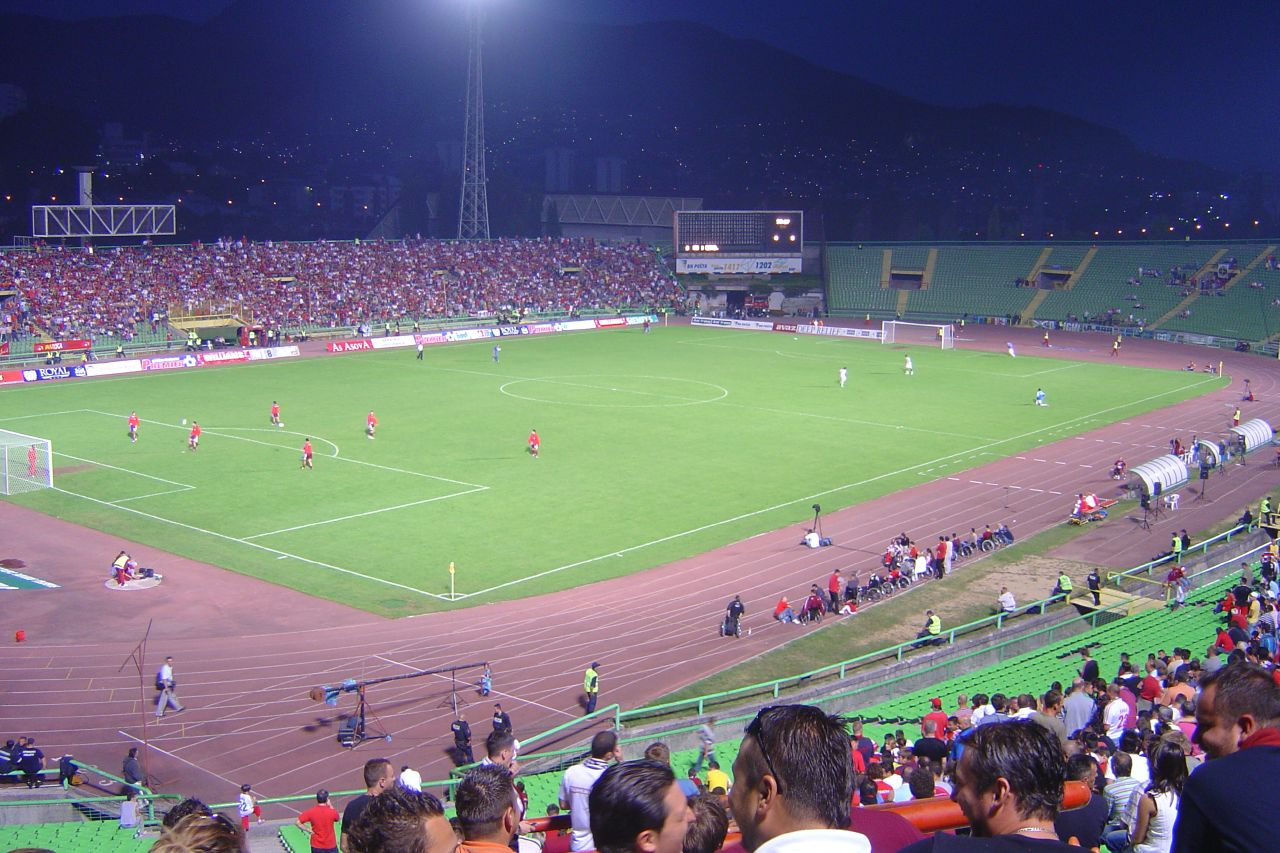
Стадион «Асим Ферхатович-Хасе» — главная футбольная арена

В 1984 году в Сараеве и его окрестностях проводились зимние Олимпийские игры. С 1960 года в Сараеве проводятся шахматные «Босна-турниры». В 1992 году был основан Олимпийский комитет Боснии и Герцеговины для участия страны в Олимпийских играх. В Федерации БиГ в 2010 году действовало 37 спортивных объединений и 1221 клуб, в Республике Сербской — 35 и 603 соответственно, в округе Брчко — 3 и 75 соответственно.
Крупнейшие футбольные стадионы: «Асим Ферхатович-Хасе» (вместимостью свыше 35 тысяч зрителей) и «Грбавица» (свыше 16 тысяч зрителей) в Сараеве, «Под Белым Брегом» (на 20 тысяч зрителей) в Мостаре, «Билино Поле» (свыше 15 тысяч зрителей) в Зенице. Среди футбольных клубов страны: «Железничар» в Сараеве, «Борац», «Зриньски» в Мостаре и другие. Высшая футбольная лига — Чемпионат Боснии и Герцеговины по футболу. Сборная Боснии и Герцеговины по футболу принимает участие в играх чемпионатов Европы и мира. Участие в международных соревнованиях по другим видам спорта принимают сборные страны по баскетболу — мужская и женская, сборные по волейболу — мужская и женская, сборная по регби, сборная по хоккею с шайбой, сборная по шахматам и другие.